# Histoire du Cambodge
 (avril 2023).

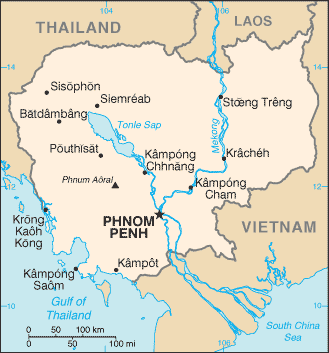
Cambodge, présent

L’histoire du Cambodge est l'histoire des peuples qui ont occupé le pays que l'on appelle le Cambodge. Elle est surtout l'histoire de l’ethnie majoritaire, les Khmers dont les différents royaumes ont pu largement déborder les frontières actuelles du Cambodge.
Le Cambodge actuel se veut l’héritier de l’empire khmer qui dominait la majeure partie de la péninsule indochinoise au XIIe siècle. De nombreux temples furent érigés sur l’ensemble du territoire, dont le plus notable est Angkor Vat. S’ensuivra un long déclin au profit du Siam à l’ouest puis de l’Annam à l’est ; paradoxalement, cet affaiblissement ne prendra fin qu’avec la mise sous tutelle du pays par la France, à la suite de la signature d’un traité de « protectorat » en 1863.
La seconde période ouvre à l’histoire de l'indépendance du pays et débute après la Seconde Guerre mondiale, dans un climat de guerre froide dont les avatars locaux en seront les trois guerres d’Indochine successives. Après avoir en vain tenté d’adopter une position de neutralité (royaume du Cambodge), le pays basculera tour à tour dans les camps pro-américain (république khmère), dans celui d’un communisme radical d’inspiration vaguement maoïste (Kampuchéa démocratique) puis du côté pro soviétique (république populaire du Kampuchéa), ayant traversé dans l'intervalle une forme de génocide.
Le Cambodge actuel (2020) est un pays de 181 035 km2 et de 19 946 438 habitants, Cambodgiennes et Cambodgiens, ou Khmers, diasporas non comprises.
La population du pays était (en millions) de 15,7 en 2015, 13,3 en 2005, 7,9 en 1985, 6,1 en, 4,3 en 1950, 2,4 en 1921, 1,1 en 1901, 0,946 en 1874.

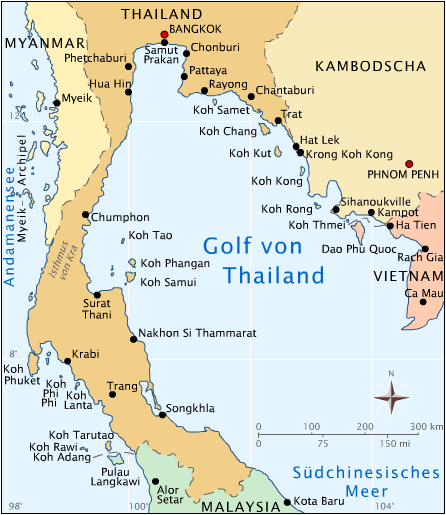
Golfe de Thaïlande
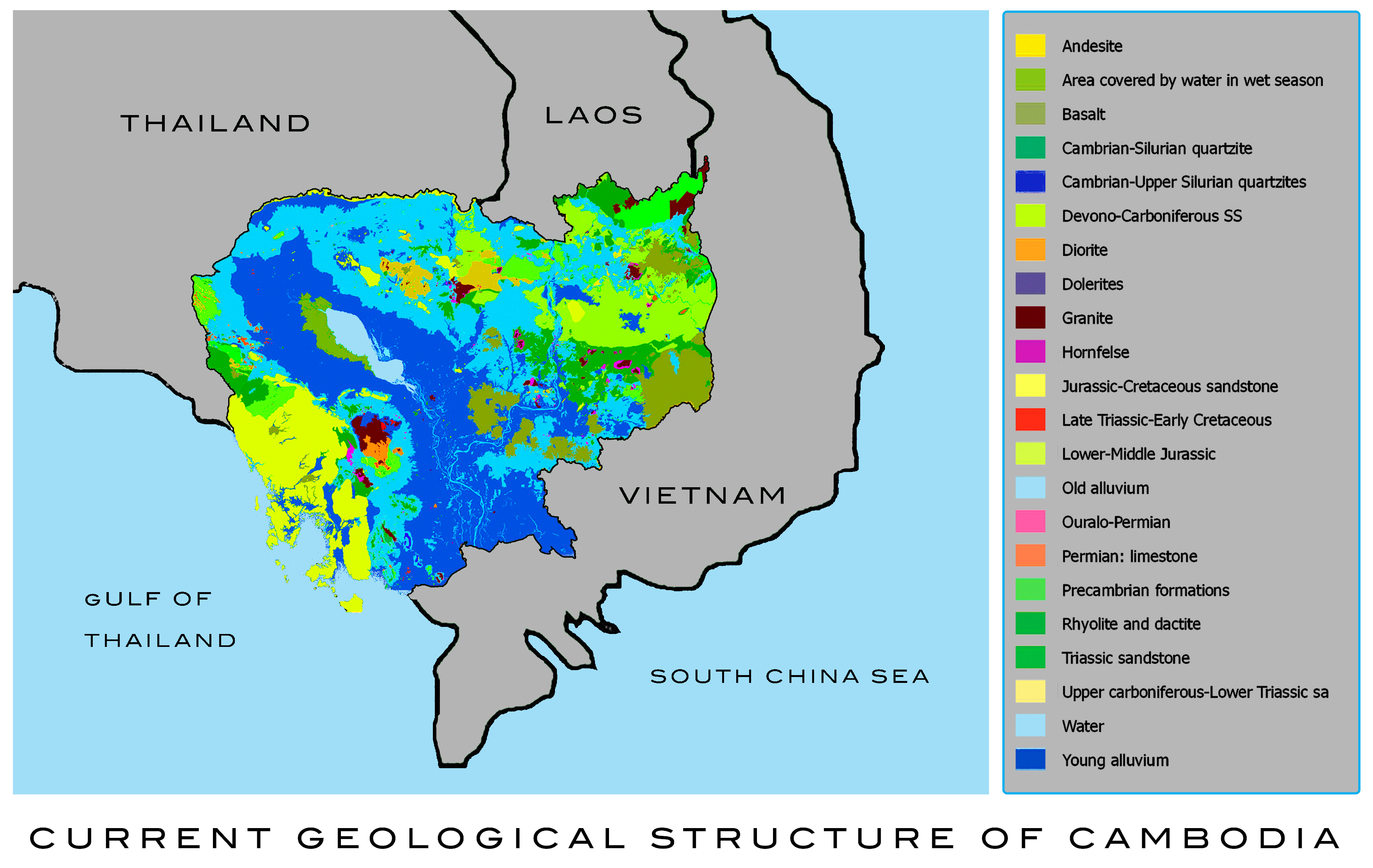
Géologie
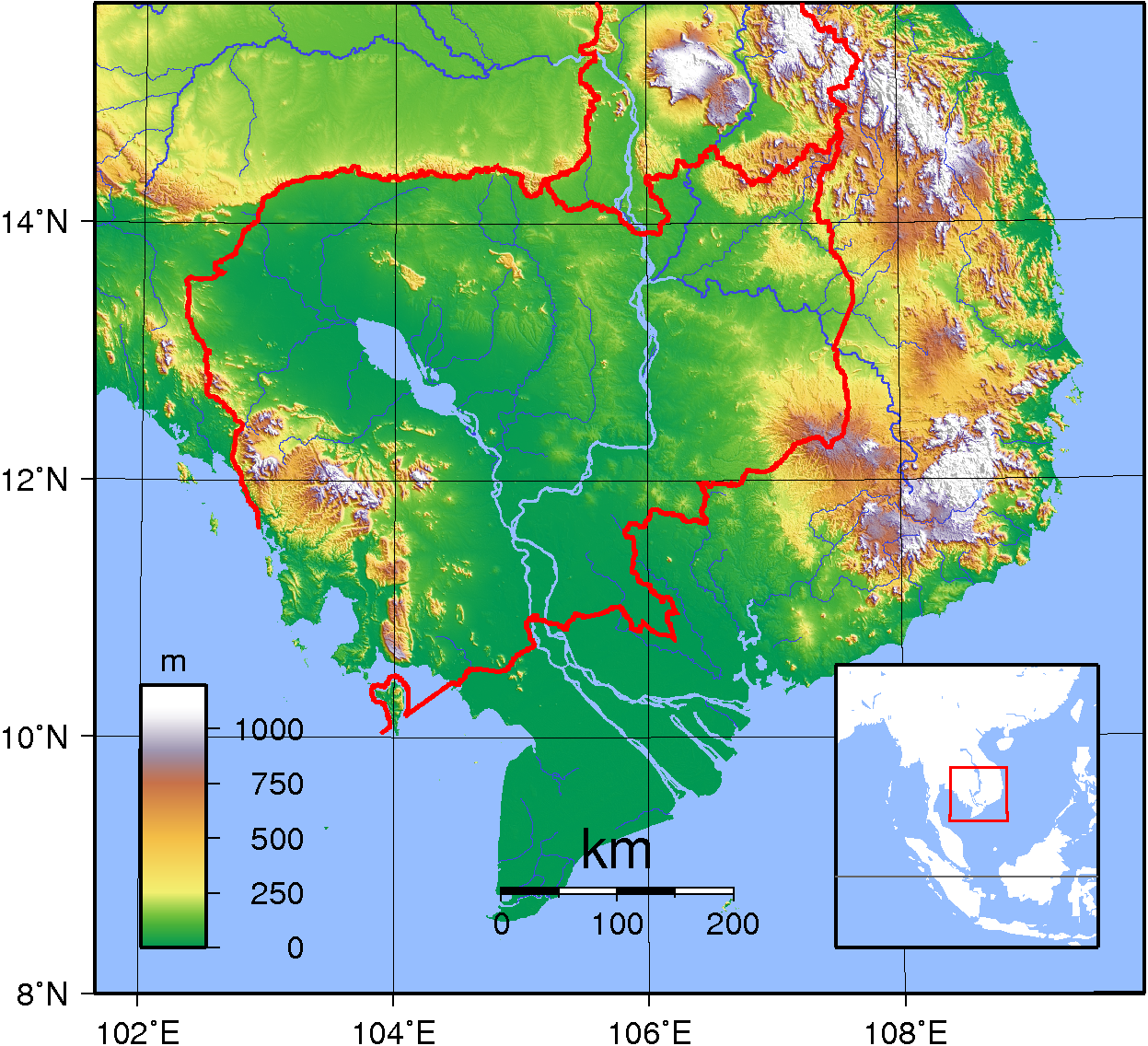
Topographie
Groupes ethniques
Divisions administratives

## Préhistoire
La préhistoire du Cambodge reste à ce jour mal connue. Les fouilles archéologiques portant sur la période, même si elles sont moins nombreuses que dans les pays avoisinants, asiatiques, dégagent quant à elles des tendances analogues à celles observées par ailleurs.
Les sites troglodytes tels, dans la province de Battambang, les grottes de Laang Spean (Ve millénaire av. J.-C.) cohabitent avec des installations à ciel ouvert.
Celles de Memot, dans la province de Tbong Khmum (IIIe et IIe millénaire avant J.C.) sont entourées d’un fossé et d’une levée artificielle tous deux circulaires qui préfigurent les villes qui se développeront par la suite dans la région.
Les outils en pierre créés selon les méthodes hoabinhiennes démontrent l’influence de cette culture alors que la présence d’objet en bronze témoigne de relations avec les sociétés de la péninsule indienne et dôngsoniennes, qui implanteront pour leur part l’âge des métaux au nord de l’actuel Viêt Nam.
Toutefois, dans ces deux cas, les rapports semblent se limiter à des échanges de matériel et n’ont pas l’air d’avoir influé sur le mode de vie des populations locales.
D'autres sources[Lesquelles ?] affirment qu'il y a 7 000 ans (vers 5 000 av. J.-C.), des populations des collines et des piémonts du sud de la Chine entament un mouvement de migration vers le sud. 
Ce seraient les ancêtres des peuples de langues austroasiatiques que sont les Môns, qui s'établissent entre le delta de l’Irrawaddy et celui du Mékong, et leurs cousins les Khmers, qui vont plus tard s'établir dans le pays[réf. souhaitée].
- Peuplement de l'Asie du Sud-Est

## Protohistoire de l'Asie du Sud-Est
La protohistoire du Cambodge s'inscrit dans la protohistoire de l'Asie du Sud-Est :
- Nusantao (Nusantao Maritime Trading and Communication Network, réseau de commerce et de communications maritime des Nusantao)
- Histoire du commerce dans l'océan Indien
- Indianisation de l'Asie du Sud-Est (dès 500 AEC / 2500 BP)
- Mandala (modèle politique) (en)
- Histoire du commerce des épices
- Arts du combat de l'Insulinde
- Relations entre l'Empire romain et la Chine, échanges commerciaux entre la Rome antique et l'Inde
- Histoire de l'influence indienne en Asie du Sud-Est (dès 500 AEC)
- Indianisation de la péninsule Indochinoise
- Indosphère
- Sanskritisation (en)
- Liste de royaumes, empires et dynasties hindous (en Inde et hors d'Inde) (en)
- Route de la soie maritime (en) (150c-1450c)
- Chersonèse d'Or (Insulinde), Chryse et Argyre
- Bouddhisme en Asie du Sud-Est (en)

## Royaumes pré-angkoriens (~50-800~)
- Royaume de Pan Pan (en) (250-650, en Malaisie péninsulaire), hindou, en relations avec la dynastie Song du Sud (420-479) (Chine)
- Groupe ethnique Mnong

### Fou-Nan (50/100-550/627)
Les chroniques chinoises font état dès le IIe siècle de notre ère d’un royaume appelé Fou-nan (68-627 environ) qui s’étend du sud de l’actuel Viêt Nam au Laos, à la vallée du Chao Phraya et le nord de la péninsule Malaise. La légende attribue sa création à l’union d’un brahmane nommé Kaundinya et de Soma, la fille du roi des Nāgas. Ce dernier, en guise de cadeau aux futurs époux, but l’eau qui recouvrait la région pour leur édifier un royaume.
En fait, ce mythe semble symboliser l’arrivée de colons en provenance du golfe du Bengale qui procèdent au drainage des terres pour les mettre en valeur.
Ces migrants ont probablement également apporté aux populations locales une écriture dérivée du sanskrit et des éléments de la culture hindouiste qui donne son empreinte au royaume de Fou-nan, dominé par les Môns.
Les historiens chinois évoquent pour leur part des habitants « laids et noirs », aux cheveux frisés.
- Culture Óc Eo (100c-1100c), Louis Malleret (1901-1970), École française d'Extrême-Orient (EFEO)
- Sites archéologiques de Angkor Borei et Phnom Da (en)
- Site archéologique de Cat Tiên
- Kaundinya (Cambodge), fondateur mythique du Cambodge, premier roi
- Soma (princesse), première reine du Cambodge)
- Des émissaires du royaume de Wu (229-280, Chine) auraient visité le Fou-nan vers 245-250.

### Chenla (500/550-800~)
Au début du VIe siècle les chroniques chinoises donnent le nom de Chenla (550-802 environ) à un royaume au nord du Tonlé Sap, essentiellement peuplé de Khmers qui se proclament descendants d’un sage du nom de Kambu Swayambhuva (en).
Ce royaume, d'abord vassal du Fou-nan, profite du déclin de ce dernier pour s’émanciper.
Au milieu du VIe siècle, les rois du Chenla, par ailleurs descendants de princes founanais, étendent leurs possessions sur l’ensemble du territoire de leur ancien suzerain.
Au début du VIIe siècle, le roi khmer Içanavarman Ier établit sa capitale à Sambor Prei Kuk, au nord de Kompong Thom, mais cinquante ans plus tard, Jayavarman Ier la transfère à Angkor Borei (en).
Vers 616-617, une ambassade est envoyée aux dirigeants de la dynastie Sui (581-618, Chine).
Le VIIIe siècle est une période de troubles pour les Khmers. Le royaume du Chenla éclate d'abord en deux royaumes rivaux, le Chen-la de terre (ou Wentan pour les Chinois) au nord et le Chen-la d'eau au sud, puis en cinq principautés.
Finalement, les Khmers doivent accepter la suzeraineté de Java (dans l'actuelle Indonésie).

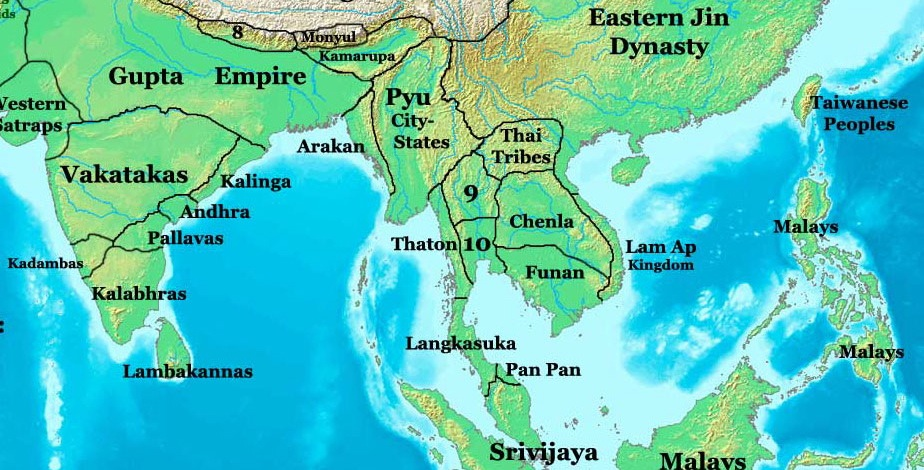
Asie du Sud-ESt vers 400
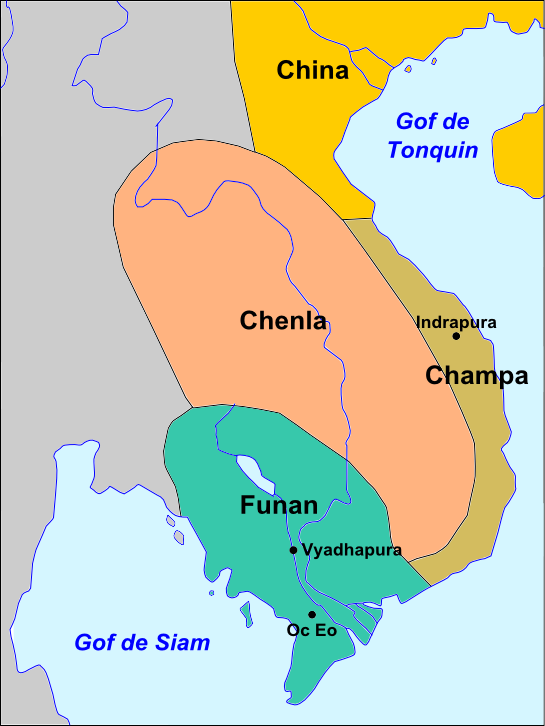
Péninsule indochinoise vers 450
Péninsule indochinoise vers 1050
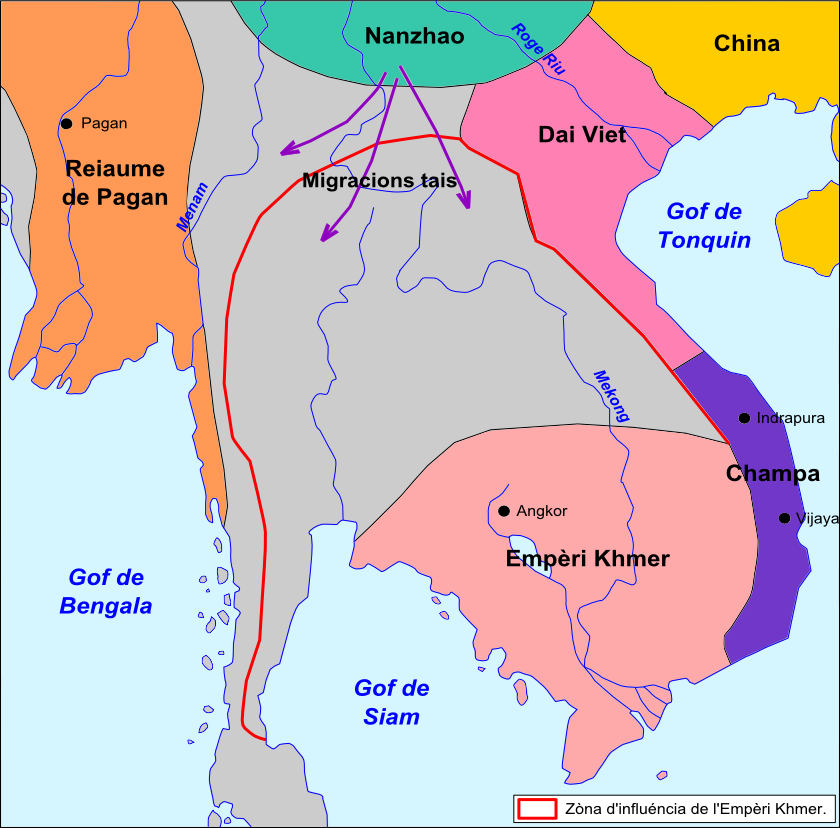
Migrations thaïes au XIIe siècle
Migrations thaïes en détail
Indianisation

## Angkor (802-1431)
- Péninsule indochinoise vers 900 : vert : Hariphunchai 
rouge : empire khmer
 jaune : royaume de Champa
 orange : dynastie Tang
rose : Dvâravatî

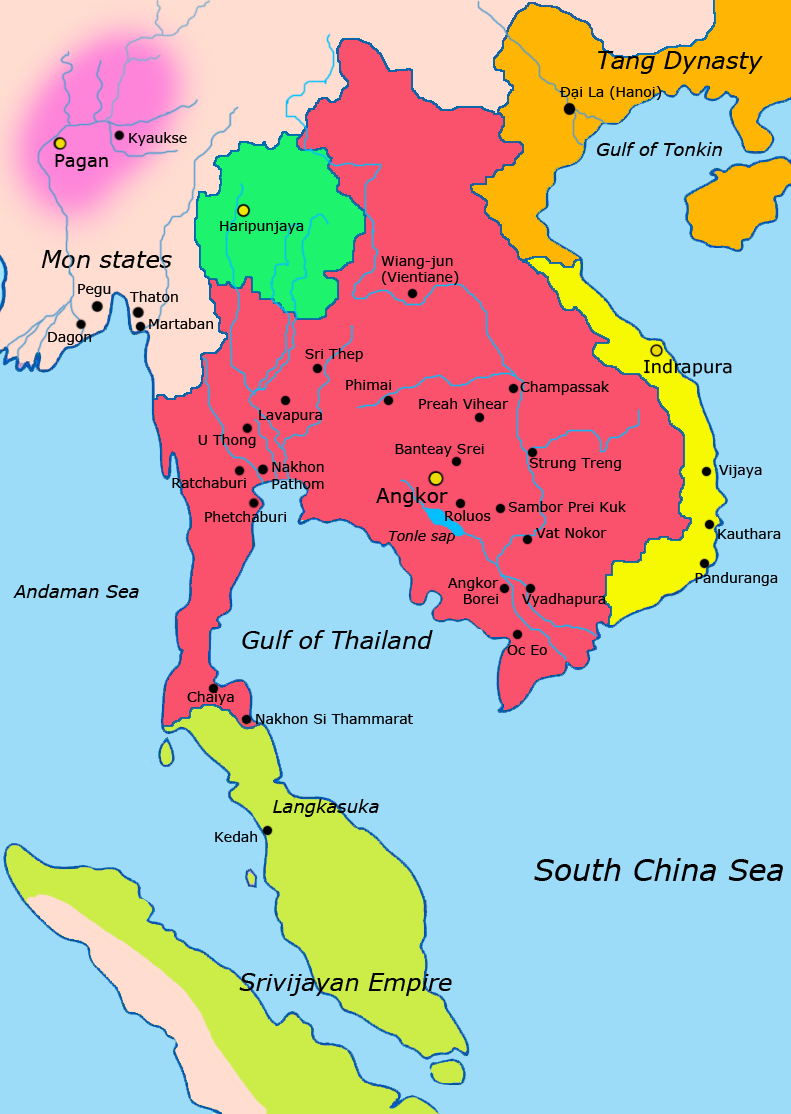
Péninsule indochinoise vers 900 : vert : Hariphunchai rouge : empire khmer jaune : royaume de Champa orange : dynastie Tang rose : Dvâravatî
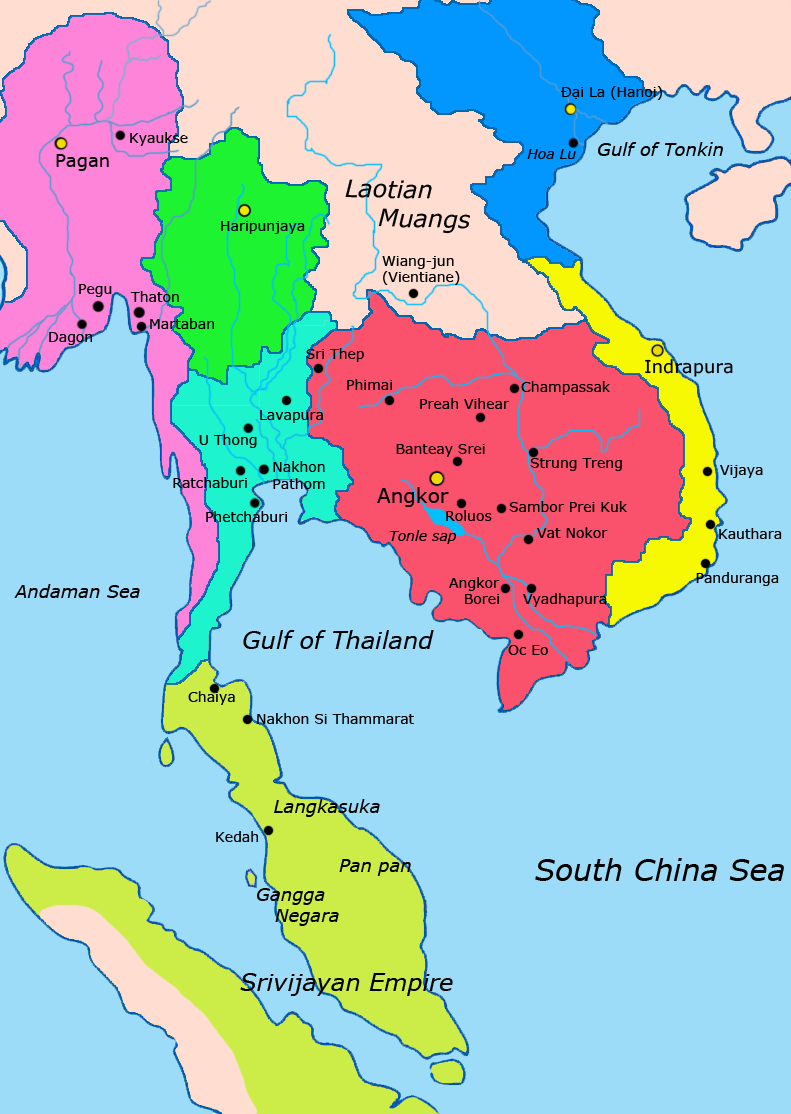
1000-1100
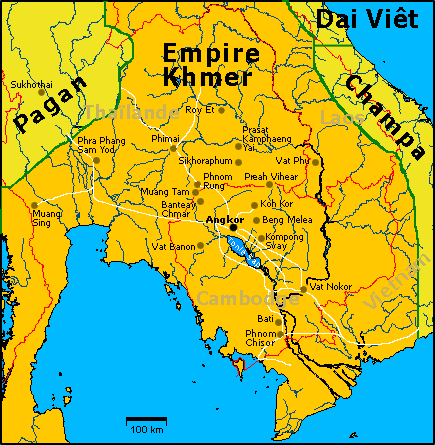
L'empire khmer au XIIe siècle
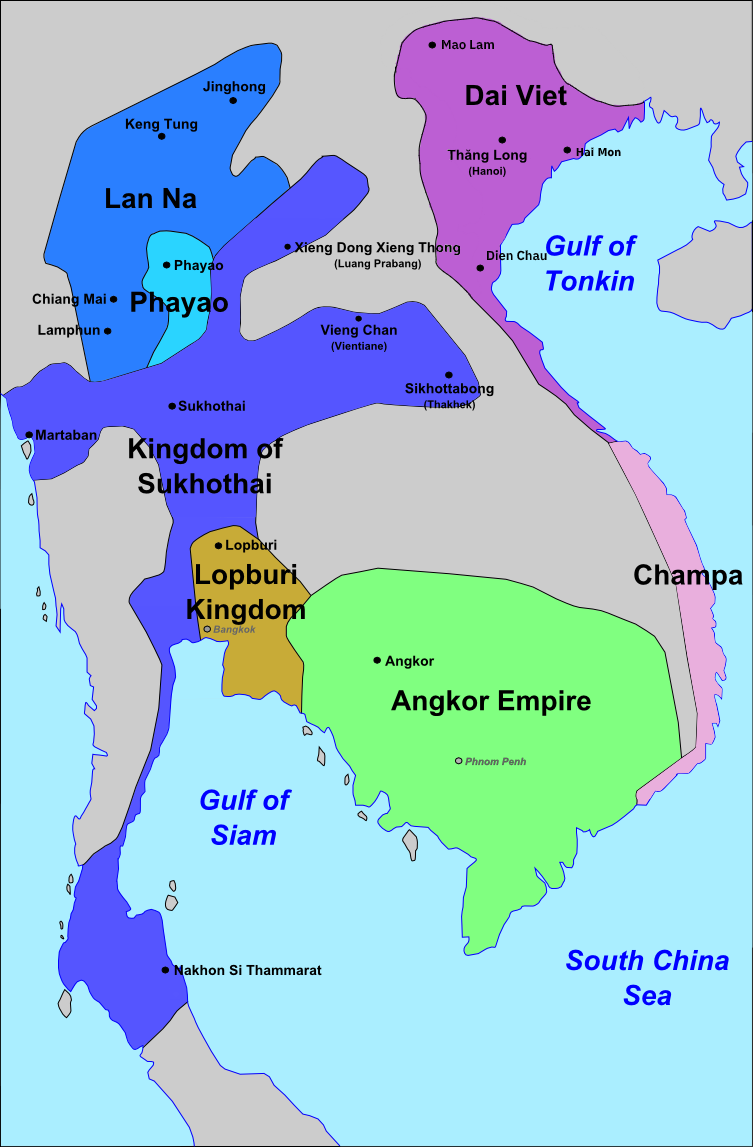
1270c
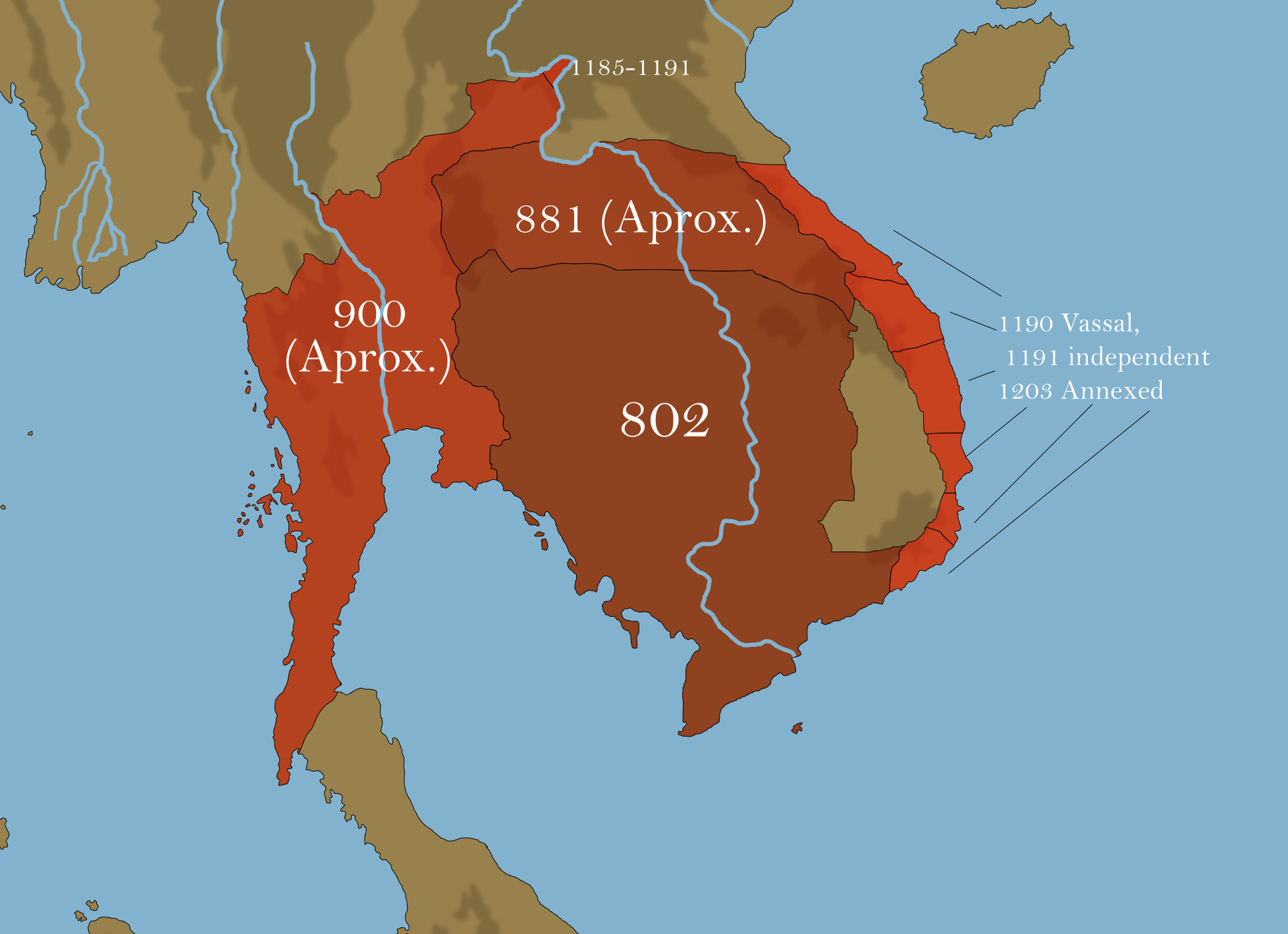
Expansion khmère

- Empire khmer

### Essor: 802-1177
C'est à Jayavarman II (règne 802 — 850), un prince khmer élevé à Java, qu'il revient d'unifier les différentes principautés khmères et de se libérer des Javanais. Il se proclame roi en 802 et installe sa capitale au nord du lac Tonlé. La seule source d'information sur le règne du fondateur de l'empire khmer est la stèle de Sdok Kok Thom, datée de 1053, soit 250 ans plus tard. C'est le début de l'âge d'or de la civilisation khmère, qui s'appuie sur de gigantesques aménagements hydrauliques (les baray) et bâtit de nombreux édifices à l'architecture spécifique. Il durera jusqu'au XIIIe siècle.
Le culte du dieu-roi (Devaraja) basé sur l'hindouisme est restauré. Indravarman Ier (règne 877 — 890), successeur de Jayavarman III (règne 864 — 877), entreprend de vastes travaux hydrauliques. Sous Yasovarman Ier, à la fin du IXe siècle, la capitale se déplace légèrement vers le site d'Angkor, où de nombreux temples sont construits. On voit alors apparaître le culte de Bouddha, à côté de ceux de Shiva et Vishnou. Sur le plan politique, l'histoire khmère est marquée par de permanentes conspirations.
Suryavarman Ier qui règne entre 1002 et 1050 s'impose face à ses concurrents, fonde une nouvelle dynastie et étend le royaume vers l'ouest. La fin du Xe siècle est marquée par une incursion des voisins de l'Est, les Chams. Les conflits avec les Cham sont une autre composante de l'histoire khmère : on a même pu parler entre eux d'une « guerre de cent ans » de 1130 à 1227. Auparavant, le règne de Suryavarman II est une période de paix relative et de prospérité qui voit la construction du temple d’Angkor Vat, dédié à Vishnu . Les Khmers parviennent à résister aux assauts de leurs voisins, Môns, Viets et Chams, et concluent un traité de paix avec la Chine.

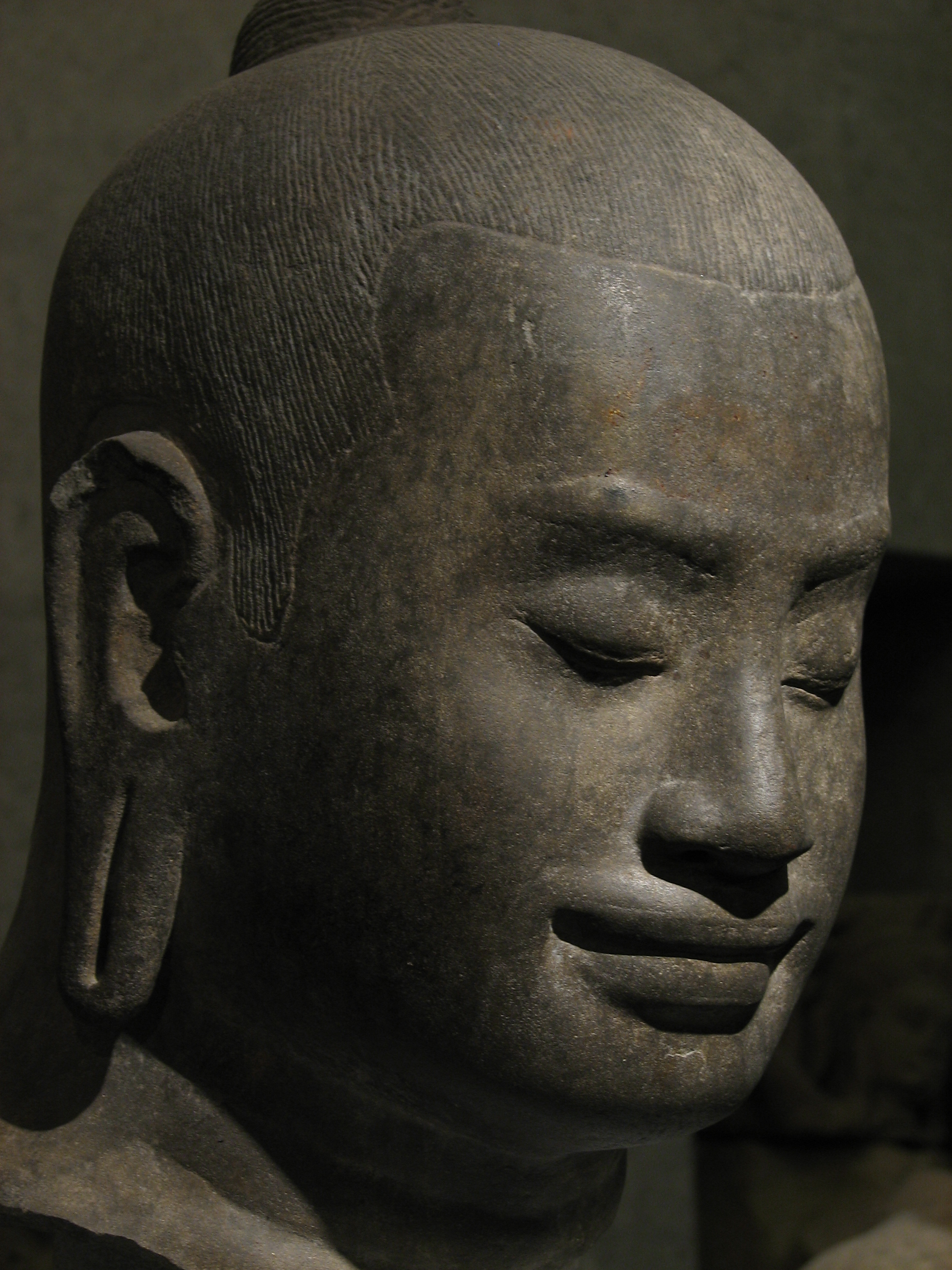
Tête présumée de Jayavarman VII, Musée Guimet Paris.

### Apogée: 1181-1227
Après le premier pillage d'Angkor par les Chams en 1177, le roi Jayavarman VII s'impose en leur reprenant la zone d'Angkor. Son règne, entre 1181 et 1227, est considéré comme l'apogée de l'empire khmer qui atteint alors sa plus grande expansion territoriale, englobant une grande partie de la Thaïlande et du Laos actuels (où l'empire khmer est connu de l'extérieur comme le Sovannaphum ou Suvannarbhumi, qui veut dire « Terre d'or »). À la fin du règne de Jayavarman VII, le Champa est pratiquement un État vassal. Le célèbre temple du Bayon, dédié au Bouddha et ultérieurement aux cultes Hindous, est le centre de la nouvelle capitale, Angkor Thom, construite sur les ruines de l'ancienne capitale dévastée par les Chams. Travaux hydrauliques, routes et hôpitaux sont d'autres vestiges de cette époque.

### Déclin: 1285-1430 environ
Après la mort de Jayavarman VII, le Cambodge plonge dans une forme de déclin, dont la nature exacte est encore sujette à discussion dans la communauté scientifique. Jayavarman VIII restaure le culte de Shiva aux dépens du bouddhisme. En 1285, il accepte de payer un tribut à Kubilai Khan, l’empereur mongol de Chine, et ne peut s'opposer à la constitution du royaume thaï de Sukhothaï, qui rompt en 1295 les liens de vassalité qui l'unissent jusqu'alors à la monarchie khmère.
Les Môns de Lopburi du royaume de Lavo subissent les assauts des Thaïs, qui les qualifient encore de « khmers » avant 1388, et tentent de les vassaliser. Au nord, les Laos, dont les principales élites sont éduquées à Angkor, vont s'émanciper à leur tour, et former le Lan Xang à partir du milieu du XIVe siècle.
L'unité de l'empire est donc mis à mal depuis l'extérieur, mais apparaît aussi fracturée de l'intérieur. À l'exception de Jayavarman VII, qui a favorisé le bouddhisme mahāyāna, la cour est restée hindouiste. La progression du bouddhisme parmi le peuple est peut-être liée à un mouvement d'émancipation vis-à-vis d'un état de semi-servitude, résultant de la nature des travaux nécessaires pour la mise en place et la maintenance du système hydraulique, et d'une manière générale, de la politique architecturale khmère. En 1336, un roi hindouiste (dont on ignore le nom) et qui fut semble-t-il persécuteur des adeptes du bouddhisme, est assassiné par un certain « Ta Chay », homme issu du peuple qui prend sa place sur le trône — la figure de Ta Chay donna naissance à une légende, connue sous le nom de Ta Trasak Paem (« grand-père aux concombres sucrés »). Cette « révolution » marque la fin définitive du culte du « dieu-roi » et la mise à l'écart de l'élite indianisée, au profit d'une nouvelle élite bouddhiste. Le bouddhisme hīnayāna devient le culte officiel et le pali remplace le sanskrit comme langue sacrée.
Les thaïs du Siam, dont la capitale est Ayutthaya, profite de l'affaiblissement de leurs voisins khmers pour lancer une attaque qui aboutit à la prise d'Angkor en 1351 et à la déportation et la mise en esclavage d'une partie de la population. Les Khmers peuvent reprendre la capitale en 1357 et repousser les Siamois, mais ces derniers ne tardent pas à revenir à la charge.
Le déclin de l'empire khmer résulte donc à la fois des attaques extérieures et des conflits internes, entraînant son morcellement. L'unité n'est pas recentrée sur le dieu-roi, Angkor est de moins en moins entretenue et la dégradation du système hydraulique sophistiqué peut avoir eu pour conséquence l'abandon progressif des lieux. À cela s'ajoute des rivalités inter-dynastiques, liées à des mutations sociales. En 1431, la chronique rapporte la prise d'Angkor Thom par les Siamois : ce site était donc encore habité à cette époque. C'est après cette date qu'il existe un vide, une absence ce traces épigraphiques et de témoignages indirects, un silence qui dure presque un siècle, mais qui ne signifie pas que les Khmers n'existent plus.
Au XVIe siècle, le Siam a placé en état de vassalité la plus grande partie de l'actuel Cambodge.

### Le bouddhisme theravāda/hinahana et ses effets
Selon Charles Meyer[réf. nécessaire] (1923-2004), c'est le bouddhisme theravāda qui s'impose au Cambodge au début du XIVe siècle, et qui apporte au peuple cambodgien, « épuisé par d'interminables guerres, une justification à sa lassitude et à une sorte de renoncement collectif à la grandeur ». Il s'agit moins d'une école de pensée que d'une organisation monastique, avec ses règles strictes, définissant un certain mode de vie. Alors qu'en Inde, le bouddhisme qui s'est répandu dans l'ensemble du monde hindou a finalement été rejeté par le peuple, en Asie du Sud-Est, le bouddhisme theravāda (ou hinahana, appelé encore « petit véhicule ») se répand d'abord dans le peuple, alors que la cour reste attachée à l'hindouisme. La tentative de Jayavarman VII, de détourner cette réceptivité populaire au bouddhisme vers des formes mahayanistes, finalement, échoue. À partir du XIVe siècle le bouddhisme devient un élément fondamental de l'identité cambodgienne. Les monastères, se substituant à une administration royale défaillante ou corrompue, se trouvent investis d'un rôle social.
- Habitat traditionnel khmer (en)
- Art khmer
- Architecture khmère
- Vimana et Shikhara : tour-flèche finement décorée marquant la partie du sanctuaire (hindouiste ou bouddhiste) du monde indien (VIIe-VIIIe), puis des mondes birman, thaï, khmer (prang)
- Liste du patrimoine mondial au Cambodge
  - Cité royale d'Angkor Thom, dont Bayon (Angkor)
  - Koh Ker (80 km au nord-est)
  - Sambor Prei Kuk, ancienne capitale du Chenla
  - Temple de Preah Vihear (plein nord)
- Musée national des Arts asiatiques - Guimet

## Période post-angkorienne (1431-1863)
- Cambodge post-angkorien

La date de 1431 est à prendre avec précaution : l'archéologie met en évidence de façon certaine que rien que sur le plan architectural, de nouvelles formes de constructions sont élevées, non plus en pierre, mais en bois. Les fondations demeurent, elles ont été identifiées, et ces bâtiments ont pu disparaître au cours du XVIe siècle. Ont également disparu les écrits khmers contenus dans les manuscrits sur ôles. Peuple lettré, constituant des bibliothèques, mais aussi ordonné par une organisation administrative produisant des comptes, des registres, des actes, l'ensemble de cette masse traduite sur support périssable a, semble-t-il, disparu, parce qu'il n'y eut plus personne pour en faire la copie, à partir d'une certaine époque : la chaîne de transmission des archives et des savoirs historiques fut ainsi brisée.
Le déclin est alors si prononcé que les Cambodgiens en sont arrivés à oublier le lien qui les lie à la civilisation angkorienne et doivent attendre les travaux des archéologues du protectorat français à la fin du XIXe siècle pour se réapproprier l’héritage de l’empire khmer.

### La domination siamoise
Du XVe au XIXe siècle, le Cambodge vit sous la domination politique siamoise mise à part une brève période de prospérité et d'émancipation, au XVIe siècle au cours de laquelle les souverains qui ont construit leur nouvelle capitale, Lovek, au sud-est du lac Tonlé, sur le Mékong, et où ils développent le commerce avec d'autres régions de l'Asie. Cette migration vers le littoral correspond à un mouvement général propre à l'ensemble des civilisations du Sud-Est asiatique : elles vont s'installer au bord de la mer, là où est rendu plus facile le commerce, le négoce, et donc la prospérité.
En fait, les discordes internes restent la règle et les différents prétendants au pouvoir n'hésitent pas à rechercher l'appui des puissances voisines et à susciter l’intervention d’armées étrangères. Depuis le début du XVIe siècle, le Cambodge devient vassal du royaume siamois d'Ayutthaya, mais à partir du XVIIe siècle, le Viêt Nam commence à apparaître comme une puissance montante que les Khmers utilisent d'abord comme contrepoids pour réduire la domination siamoise. En 1623, le roi Chey Chetta chasse la garnison siamoise de Lovek et demande l'aide de son beau-père, le roi de Hué. En échange de son appui qui aboutit à une victoire sur les Siamois, le roi de Hué obtient l'autorisation de fonder des établissements vietnamiens dans la région de l'actuelle Saïgon. Peu à peu, les Vietnamiens, poursuivant leur progression historique du nord vers le sud vont remplacer les Khmers dans le delta du Mékong. En 1731, le Cambodge doit abandonner les provinces de Mỹ Tho et Vinh-Long, et en 1757, celles de Sadec et de Chau Doc de la province frontalière de An Giang.

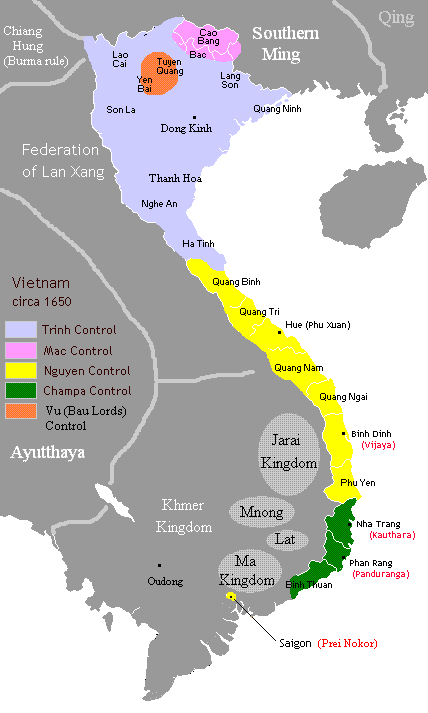
Viêt Nam et Cambodge vers 1650
Siam vers 1780
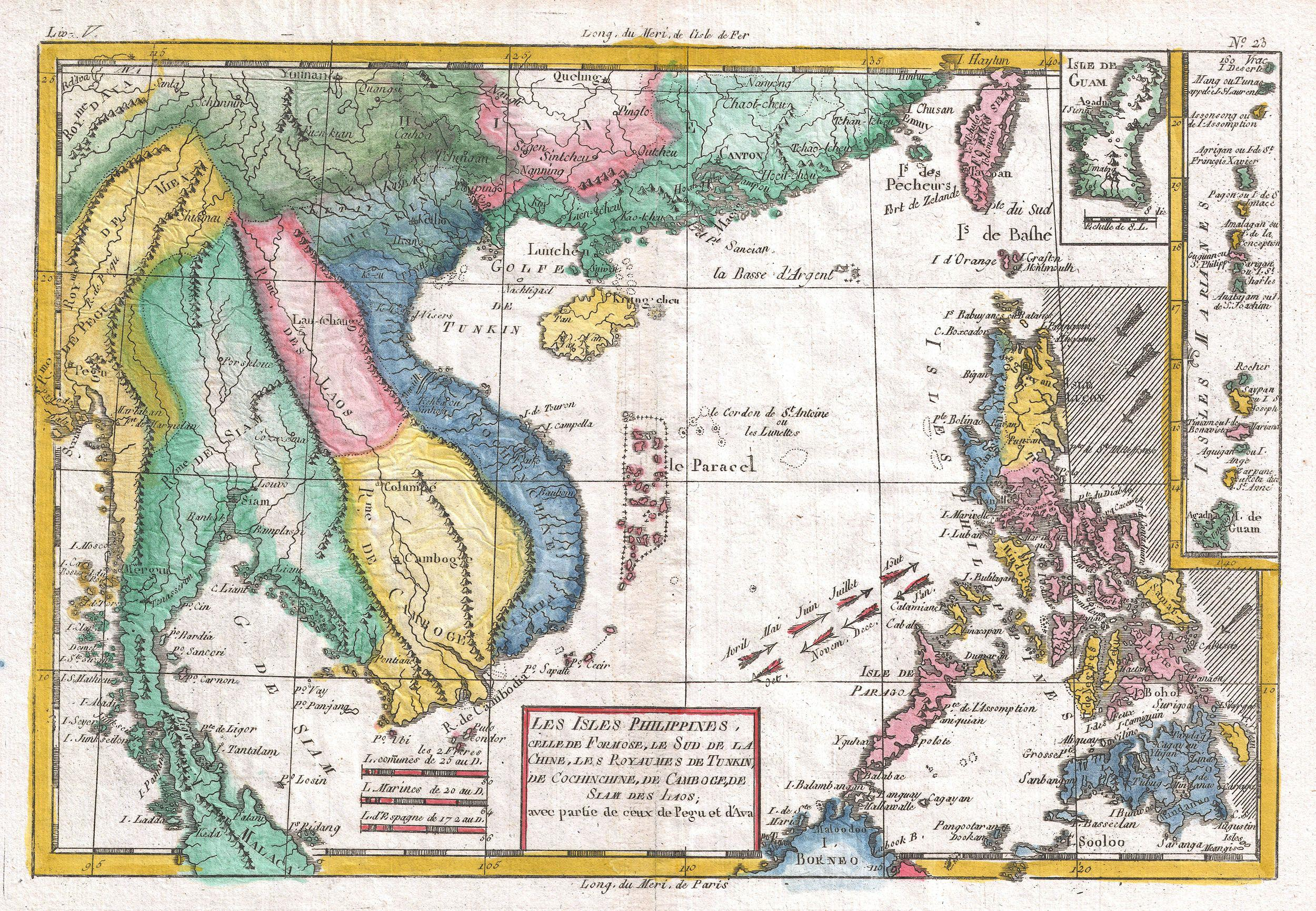
Raynal et Bonne, Indochine et Philippines, carte de 1780
Royaume d'Annam/Viêt Nam, carte administrative (1838) après annexion de la province cambodgienne de Tây Thành

### Interventions vietnamiennes dans les affaires cambodgiennes
Elles remontent à 1623 quand Chey Chettha II, Roi du Cambodge, qui a épousé une princesse vietnamienne, essaie de se libérer de la suzeraineté siamoise grâce à l’aide des Empereurs vietnamiens Nguyên. En compensation de cette aide, le souverain vietnamien de Huê exige que le Cambodge accepte de recevoir des colons vietnamiens à Prey Kor (village de pêcheurs khmers qui va devenir le Saïgon vietnamien) et envoie un général à la tête d’un « régiment de sécurité» pour protéger ces nouveaux colons.
En 1658, un corps expéditionnaire envoyé depuis l'Annam intervient dans les luttes pour le trône khmer et annexe au passage le territoire situé à l'est du delta du Mekong, la « Basse Cochinchine ». En 1660, le Cambodge commence à payer un tribut de vassalité aux Lê du Viêt Nam.
L’État khmer, alors sur son déclin, est divisé en trois « résidences » vietnamiennes sous le contrôle d’un Résident général vietnamien auprès de la Cour cambodgienne à Oudong. Les Vietnamiens entreprennent alors de détruire les vestiges de la civilisation khmère, au point que dans la province frontalière d'An Giang à Châu Đốc, cette opération devient (comme pour les Chams) une forme de « génocide » par assimilation culturelle dans le remplacement d’une organisation sociale et culturelle par une autre. C’est ainsi que les temples (pagodons) et autels bouddhiques sont détruits, le port des vêtements vietnamiens et de la coiffure vietnamienne devient obligatoire, la toponymie des lieux, villages et provinces est vietnamisée et finalement le titre de Roi est aboli pour les souverains du Cambodge.
Somme toute, ce qu’on appelle ici « génocide » et en Extrême-Orient une « révolution culturelle », est beaucoup plus l’élimination des styles de vie et des modes de pensée et d’action, plutôt que la liquidation physique des personnes. C’est beaucoup plus du ressort des symboles et de l’imaginaire que des réalités physiques. Au début du XIXe siècle, la reine Ang May (1834-1841), virtuellement prisonnière dans son palais, était officiellement désignée comme simple Chef du Territoire de My Lam
En cela, le Viêt Nam obéit aux injonctions de l’antique « École des Noms » de la « pensée chinoise » (cf. (Marcel Granet[Où ?]) ancrée dans la croyance tenace aux correspondances entre l’ordre du ciel et l’ordre social exprimé par la rectitude des dénominations. Bien entendu, « ordre » s’entend à la fois comme ordonnancement et impératif. La révolution culturelle chinoise des années 1960 offre un exemple illustratif le plus récent et le plus important de la rectitude des dénominations pour rectifier la pensée et l’organisation sociale.
À partir de 1841, une grande partie du Cambodge est incorporée au Viêt Nam pour devenir l’Ouest cochinchinois (cf. An Giang). Après une rébellion cambodgienne et une guerre Viêt Nam-Siam sans vainqueur les deux pays décident de faire du Cambodge un « condominium », qui prend fin avec et par l’établissement du protectorat français en 1863.
L’historien américain Joseph Buttinger a omis de mettre l’accent sur le colonialisme vietnamien qui, jusqu’à aujourd’hui, a empoisonné les relations entre ces pays et dont les « opérations de police » ou de « pacification » de l’armée populaire vietnamienne au Cambodge en 1968 et 1979 ne sont que la continuation ou une version moderne de ce colonialisme. Buttinger dit seulement que le Viêt Nam « a fait preuve de vitalité en se développant régulièrement aux dépens du Cambodge », à la manière de Drang nach Osten germanique aux dépens de l’Europe centrale. D'autre part, il existe toujours une forte communauté vietnamienne en territoire proprement cambodgien, à la manière du Volksdeutsche en Europe orientale. Au moment de la Première Guerre mondiale, le jeune Nguyên That Thanh, avant de devenir Nguyên Ai Quoc et ensuite Hô Chi Minh, a commencé à faire l'agitation politique nationaliste auprès de cette communauté vietnamienne au Cambodge, tout comme le jeune Garibaldi auprès des Italiens d'Argentine.
Avec le contentieux khméro-vietnamien et bien avant les incidents frontaliers de la velléité des Khmers rouges à reprendre les terres cambodgiennes de la Cochinchine, lors de la troisième guerre d’Indochine de 1979, dans un discours prononcé le 1er mars 1962, le prince Norodom Sihanouk, chef de l’État cambodgien à l’époque, déclare :
- « […] Supposons que nous puissions « posséder » la Cochinchine ou même qu’on nous l’offre, il est à peine nécessaire de nous dire que la coexistence entre 5 millions de Khmers et 12 millions de Vietnamiens ne serait pas sans danger. Nous serions seulement une minorité et nous serions bientôt dominés par une masse étrangère dans laquelle la nation khmère disparaîtrait »[13].

### Entre Siamois et Vietnamiens
Au début du XVIIIe siècle, le Cambodge avait été obligé de reconnaître à nouveau la suzeraineté du Siam. En 1767, le roi Outey II essaye de tirer parti de l'affaiblissement du Siam vaincu par les Birmans. Il demande à nouveau l'aide de la cour de Hué et les vietnamiens l'emportent sur les Siamois, mais, en 1771, imposent leur protectorat au Cambodge, alors que les Siamois soutiennent la guérilla que mène Ang Non, un rival d'Outey.
À partir de 1774, le Viêt Nam, affaibli par la révolte des Tayson ne peut plus soutenir Outey II qui doit abdiquer en 1775 en faveur d'Ang Non II. Entre 1794-1796, Ang Eng fils de Outey II couronné par le Siam, rentre au Cambodge. En 1794, le Siam annexa les provinces de Battambang et de Siemreap dont Ben fut nommé gouverneur par le roi de Siam. Entre 1796-1806, Pok assura la régence du Cambodge à la place d' Ang Chan II, roi à 5 ans. Durant sa régence Pok envoya les troupes khmers aider le Siam à combattre les birmans et aussi aider l'Annam de Gia Long à vaincre les Tay Son. Pok fut également parrain des 5 petits princes fils d'Ang Eng (Ang Chan II, Ang Snguon, Ang Phim, Ang Em et Ang Duong) pour l'éducation princière à l'accession au trône. Le Cambodge repasse donc sous la coupe des Siamois, mais depuis 1802, sous le règne de l'empereur Gia Long, le Viêt Nam retrouve sa force et son unité et Ang Chan II, roi du Cambodge le reconnaît comme suzerain, ce qui provoque l'occupation du Cambodge par le roi du Siam Rama II. Ang Chan II reprend Oudong avec l'appui des Vietnamiens, mais doit céder des provinces du nord du royaume au Siam en même temps qu'il accepte l'autorité militaire du gouverneur de Saïgon.
Entre 1834 et 1841, le Viêt Nam met en place une politique d'annexion totale du Cambodge, avec imposition de la langue vietnamienne dans l'administration. En 1845, une révolte éclate, qui se traduit par le massacre de Vietnamiens dans tout le pays. Des émissaires khmers sollicitent une intervention siamoise qui est accueillie avec joie par les Khmers. L'armée siamoise pénètre à Oudong. Finalement, Siamois et Vietnamiens se mettent d'accord, chacun conservant les provinces annexées.
C'est dans ce contexte que le roi Ang Duong, convaincu du prochain partage définitif de son pays au profit de ses puissants voisins sollicite en 1853 l'intervention de la France sur les conseils de Jean-Claude Miche (1805-1873), vicaire apostolique au Cambodge. Napoléon III donne son accord mais les Siamois, mis au courant, font échouer le traité d'alliance en gestation.
Ang Duong met alors en œuvre, avec de très faibles moyens, une politique de modernisation et de reconstruction d'un pays dévasté. Il reconstruit Oudong, rétablit assez de sécurité pour attirer des commerçants chinois et indiens. Il encourage des bonzes à créer des écoles de Pagode et lutte contre l'esclavage. À sa mort, en 1860, son fils devient roi sous le nom de Norodom. Il est vite contesté par son frère, le prince Si Votha (en) (1841-1891), également à l'origine de diverses rébellions (1861, 1876, 1885-1886).

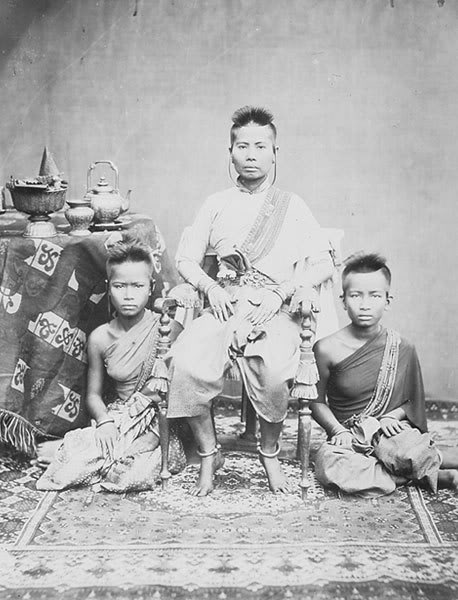
Ang Mey, reine (nominale, 1834-1841, 1844-1845)

- Monarchie cambodgienne
- Rébellion du Cambodge (1811-1812) (en), anti-Siam
- Rébellion du Cambodge (1820) (en), anti-Siam
- Rébellion du Cambodge (1840) (en), anti-Viet

## Colonisation française (1863-1953)
En 1863, le roi Norodom (en exil au Siam depuis 1861) est amené à signer un traité de protectorat du Cambodge avec la France qui donne sa protection sur sa personne et sur le royaume, et intègre progressivement le pays dans son empire colonial. La mainmise de la France sur le Cambodge s'inscrit dans le processus de colonisation des trois pays, Viêt Nam, Laos et Cambodge qui formeront pendant un peu moins d'un siècle l'Indochine française. Dès 1862, la France avait imposé un traité au Viêt Nam qui lui cédait Saïgon, la Cochinchine orientale, ainsi que ses droits sur le Cambodge. Le Siam ne peut alors faire autrement que de réaffirmer sa suzeraineté sur le Cambodge, et la France n'a dès lors aucune difficulté à obtenir du souverain du Cambodge qu'il demande officiellement la protection de la France.
Le régime du protectorat réserve à la France les relations étrangères et donne droit aux citoyens français de s'installer et de commercer librement dans tout le royaume. En 1867, en échange de la reconnaissance par le Siam du protectorat français, la France s'engage à ne pas annexer le Cambodge à la Cochinchine et accepte en dépit des protestations du roi Norodom, de reconnaître la mainmise siamoise sur les provinces de Battambang et de Siem Reap (Angkor). Ce n'est qu'en 1907 que le Cambodge récupèrera ses deux provinces occidentales sacrifiées.
Entre 1863, début du protectorat, et 1904, mort de Norodom, la France laisse, en gros, Norodom diriger les affaires intérieures du pays en monarque absolu, avec des tergiversations, comme en 1884 où le gouvernement français de Jules Ferry, persuadé que le roi freine les réformes, impose un protectorat beaucoup plus rigoureux, analogue à celui imposé à l'empereur d'Annam (nom que l'on donnait alors au Viêt Nam). Une nouvelle convention est négociée par Charles Thomson, gouverneur de Cochinchine, mais une insurrection populaire menée par Si Votha, demi-frère du roi Norodom, fait finalement reculer les Français l'année suivante qui modère l'application de la Convention..
En fait, Norodom qui avait transféré sa capitale d'Oudong à Phnom Penh avait eu des velléités de modernisation, à l'instar de son prédécesseur Ang Duong : suppression d'un certain nombre de charges mandarinales qui consistaient surtout en privilèges sans contreparties en termes de services rendus. Traitement fixe pour les fonctionnaires, avec interdiction de se rétribuer directement sur le produit des impôts, intention d'abolir l'esclavage. Mais toutes ces réformes suscitent une vive opposition de la part de la cour, forçant le roi à temporiser.
En 1897, Paul Doumer, nouveau gouverneur général de l'Indochine écrit qu’après quarante ans de protectorat français sur le Cambodge, les progrès économiques « avaient été insignifiants pour ne pas dire nuls ».
En 1904, à la mort de Norodom, la succession revient à son frère, le prince Sisowath, favori des Français. Partisan de la modernisation, il favorise la politique mise en place par Doumer de réalisation d'infrastructures. Les relations avec la puissance coloniale sont améliorées lorsque la France obtient du Siam en 1904 et 1907 la restitution des provinces occidentales. En 1927, Sisowath meurt, et il est remplacé par son fils aîné Monivong. Les deux souverains entretiennent des relations plutôt amicales avec les Français. Les deux administrations, française et cambodgienne, continuent à se partager les pouvoirs. Dans la première partie du XXe siècle, les Français construisent un certain nombre d'infrastructures (routes, voie ferrée Pnom Penh-Battambang, port de Pnom Penh, hôpitaux) mais le développement se fait dans le cadre de l'union indochinoise. Dans la pratique, cela veut dire que les Cambodgiens sont très peu représentés dans les administrations centrales de Hanoï. Au Cambodge même, malgré le développement très modeste du système d'enseignement, des cadres administratifs cambodgiens sont formés, mais les cadres techniques (conducteurs de travaux, artisans…) sont essentiellement vietnamiens, alors que les commerçants sont le plus souvent chinois. Dans les administrations qui dépendent directement du gouvernement général de l'Indochine, comme les douanes ou la justice, on trouve plus de Vietnamiens ou de Pondichériens que de Cambodgiens.
Le système scolaire dont les écoles de pagode restent la base se développe lentement, mais il ne s'agit que d'enseignement primaire. Le Cambodge ne compte encore en 1937 que 1 000 écoles, dont 813 écoles de pagode, avec 49 500 élèves pour 3 millions d’habitants. Le premier recensement de 1921 dénombre 2,3 millions d'habitants. En 1937, le Cambodge ne dispose toujours pas d’un enseignement secondaire digne de ce nom : les Khmers de famille aisée doivent aller passer leur baccalauréat à Saïgon. En 1937, on compte 631 étudiants inscrits à l’université indochinoise de Hanoi. Parmi eux, trois seulement sont cambodgiens.

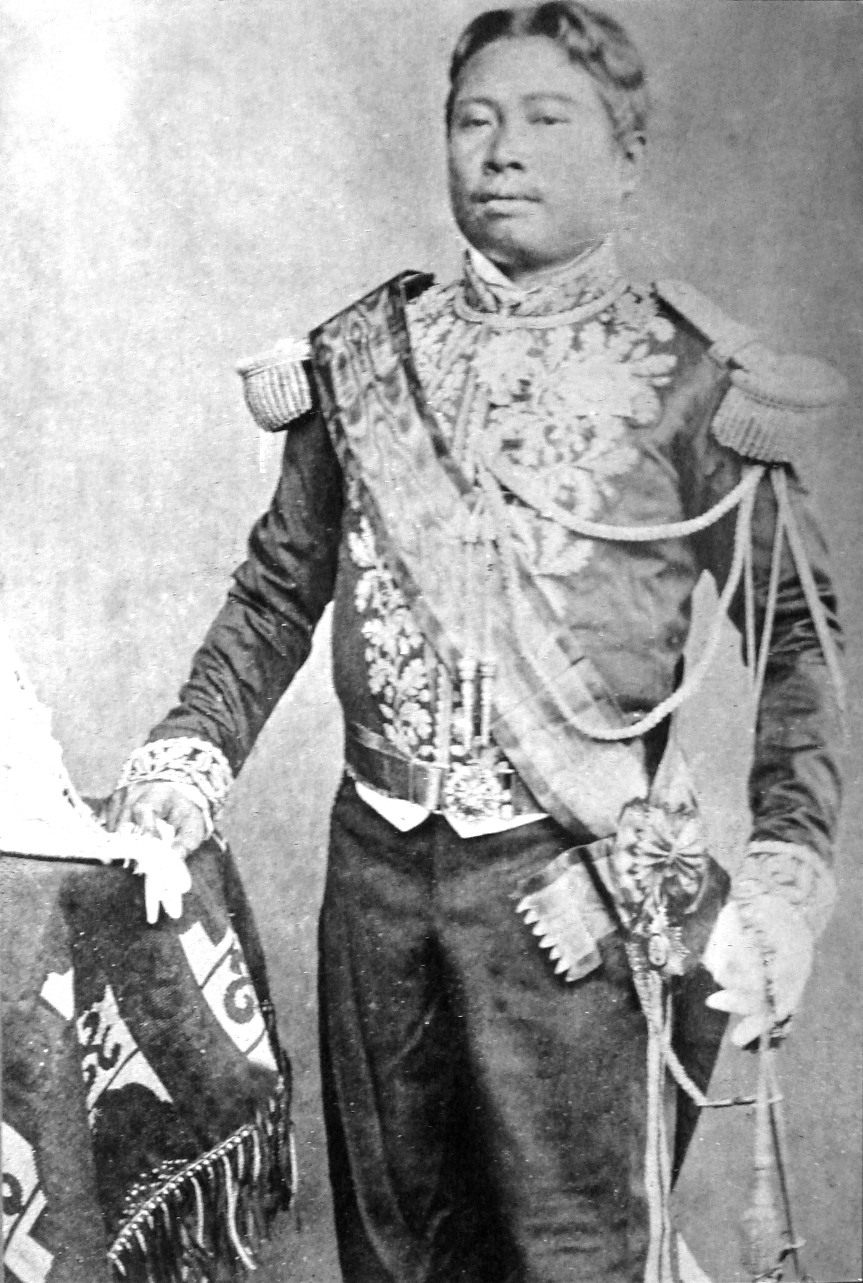
Norodom Ier (1834-1904), roi (1860-1904)
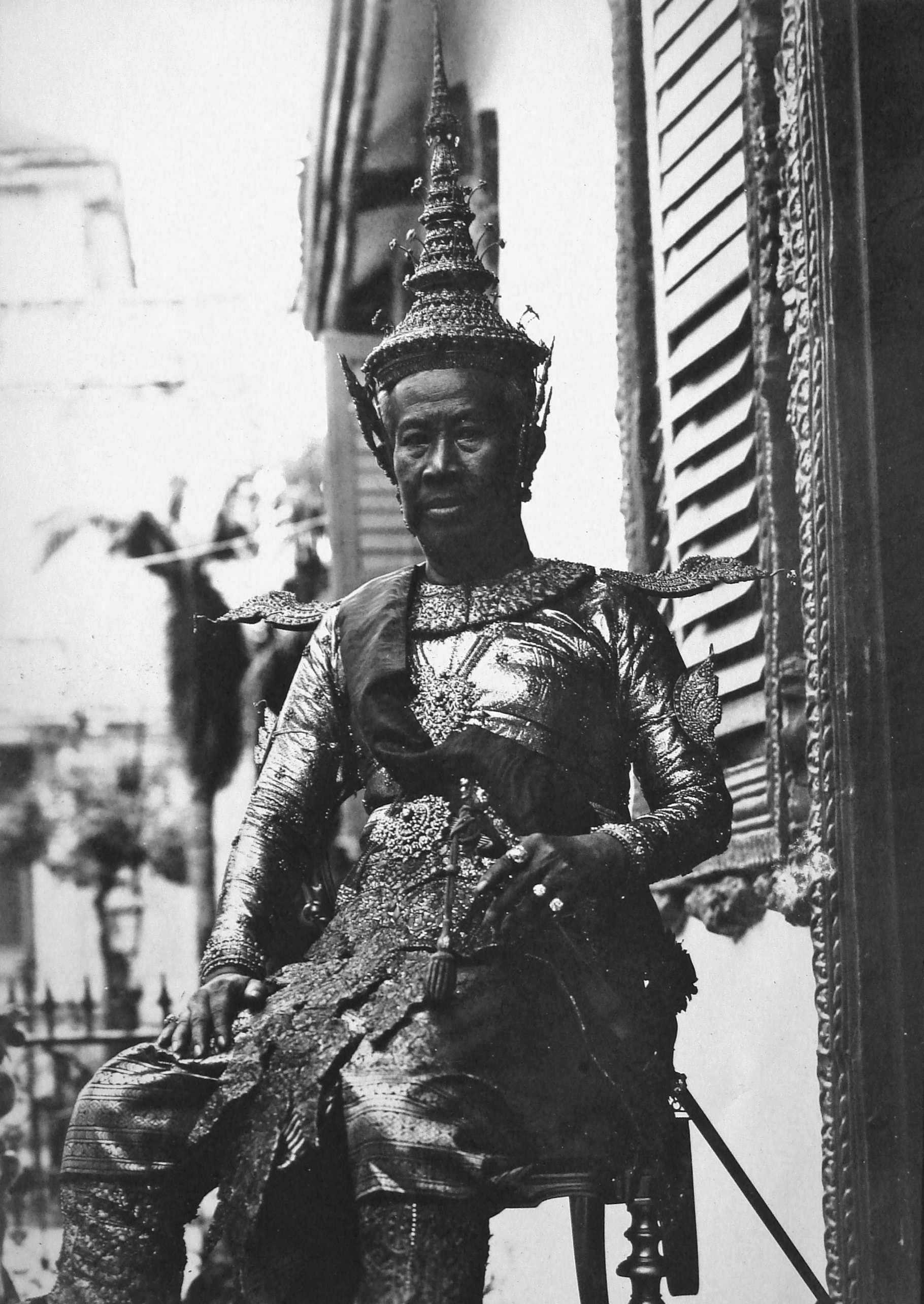
Le Prince Sisowath, roi (1904-1927)
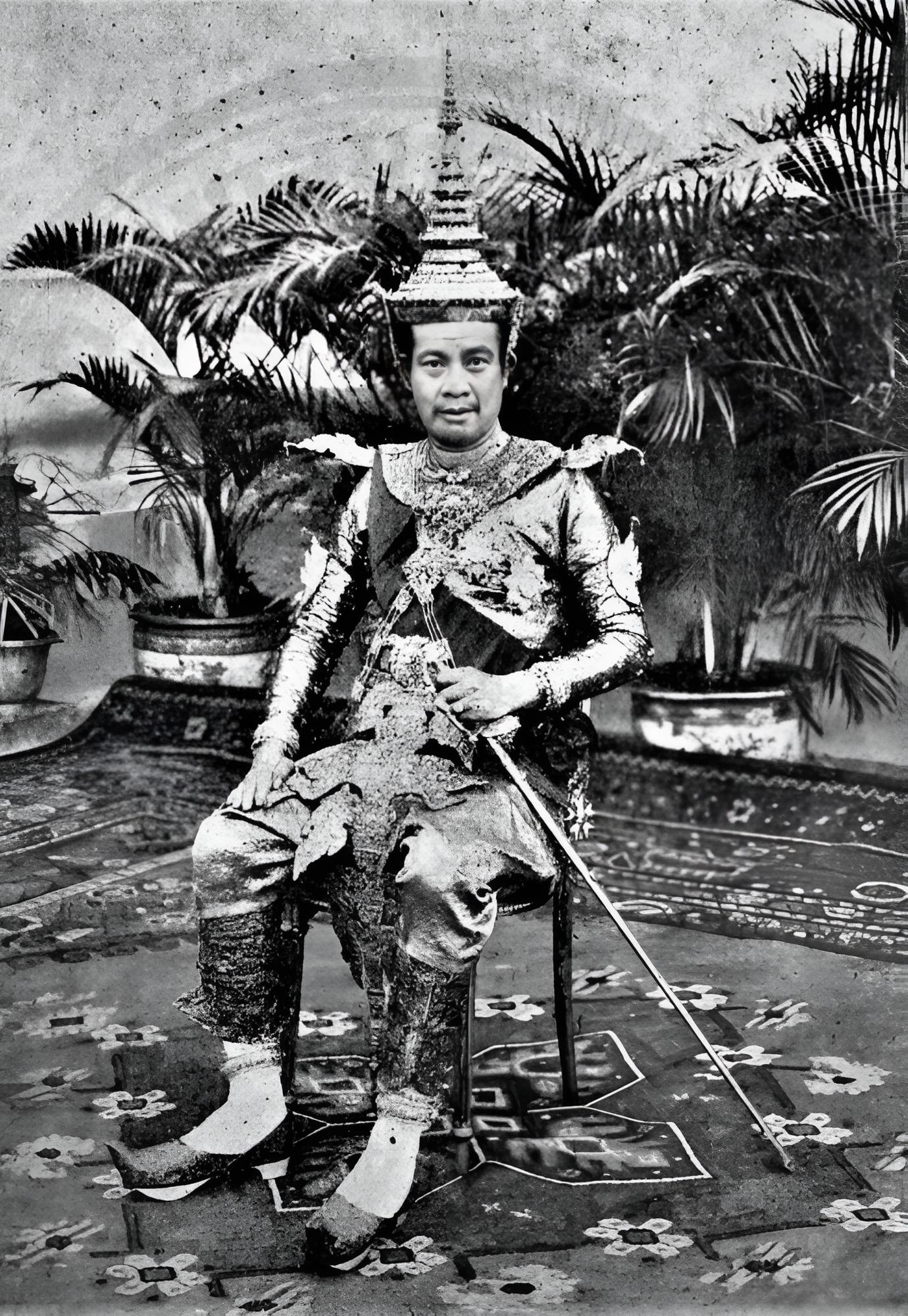
Sisowath Monivong, roi (1927-1941)
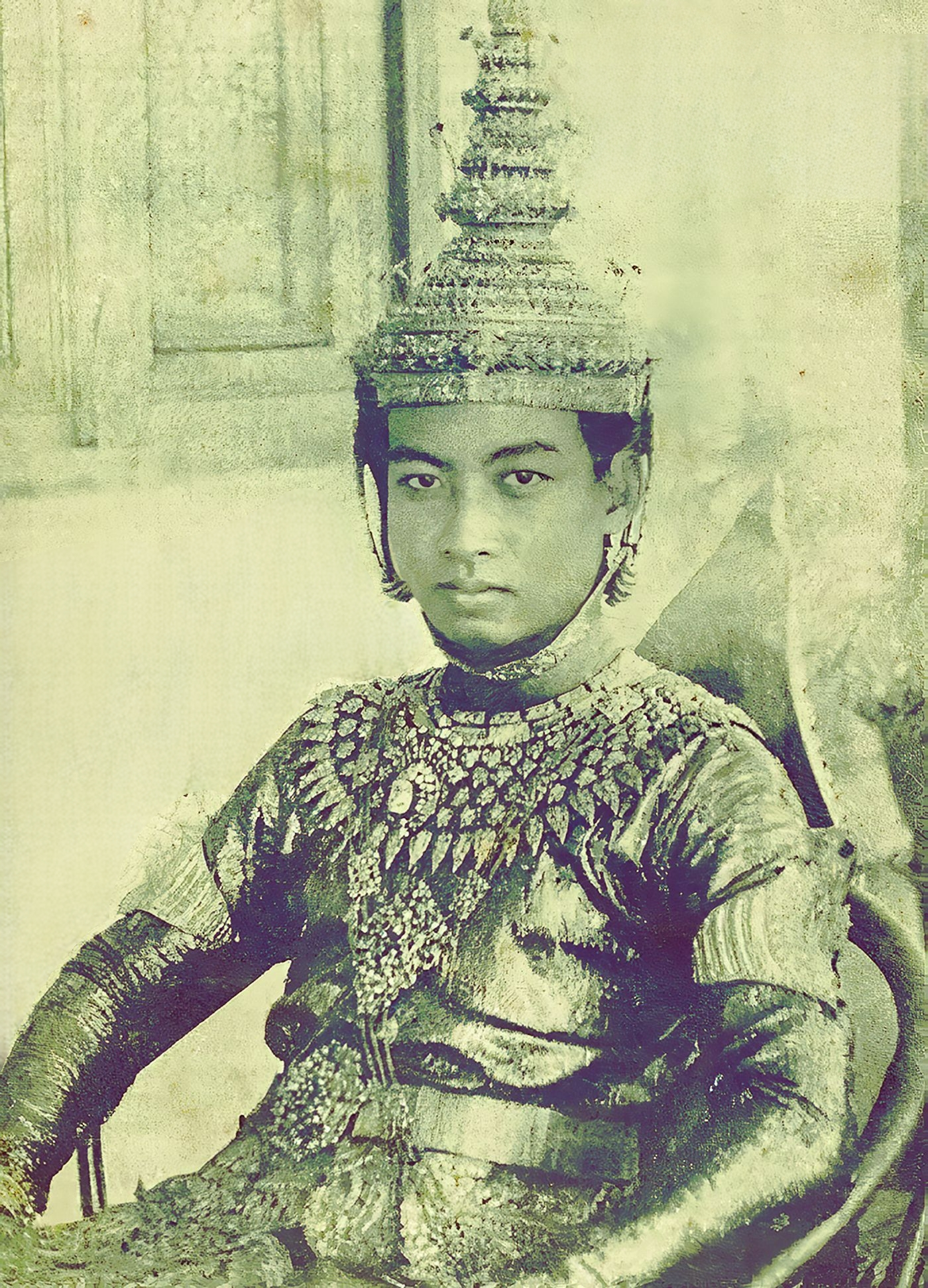
Norodom Sihanouk, roi (1941-1955)
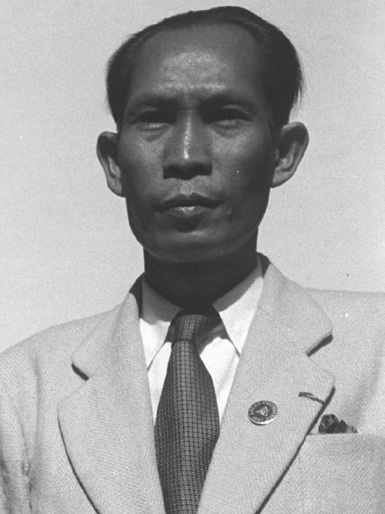
Samdech Penn Nouth, principal premier ministre de 1948 à 1976

- Protectorat français du Cambodge (1863-1953)
- Palais royal de Phnom Penh (1866)
- Musée national du Cambodge (1920)
- Bibliothèque nationale du Cambodge (1924, Pnom Penh)
- Institut bouddhique (Cambodge) (1930)
- Gare de Phnom Penh (1932)
- Lycée Sisowath (1933)
- Marché central de Phnom Penh (1937)
- Lycée français René-Descartes de Phnom Penh (1950)
- Hopital Calmette (en) (1950)
- Cathédrale de Phnom Penh (1952)

## La Seconde Guerre mondiale et l'indépendance
- Guerre franco-thaïlandaise
- Occupation japonaise du Cambodge
- Histoire de la marine française en Indochine de 1939 à 1945
- Révolte des ombrelles (1942, Pnom Penh)
- Coup de force japonais de 1945 en Indochine
- Guerre d'Indochine

À la veille de la Seconde Guerre mondiale, les Français n'envisagent pas de laisser accéder le Cambodge à l'indépendance dans un avenir proche. Les mouvements indépendantistes restent modestes. La lutte pour l'indépendance est incarnée par Son Ngoc Thanh et sa revue Nagaravata. Charles Meyer résume la situation en écrivant : « Entre Français et Cambodgiens, il y eut, en somme plus cohabitation que domination…  la France n'avait pas humilié les Khmers ou, si l'on veut, les Khmers, immuables subirent la domination française comme une péripétie de leur histoire pas nécessairement humiliante ».
Après des bombardements aériens fin 1940, la Thaïlande lance une offensive terrestre en janvier 1941. Les forces françaises - au rang desquelles deux bataillons de tirailleurs cambodgiens - contre-attaquent et sont victorieuses lors de la bataille navale de Koh Chang. Sous la pression des Japonais, la France doit cependant céder à la Thaïlande en mai 1941 les provinces de Battambang et de Siem Reap.
Au cours de la Seconde Guerre mondiale, les Japonais laissent le Gouvernement de Vichy administrer les différents pays de l'Indochine française tout en encourageant le nationalisme khmer. C'est ainsi à l'amiral Jean Decoux, gouverneur général de l'Indochine qu'il revient de gérer la succession de Monivong, décédé en 1941. Son choix se porte sur Norodom Sihanouk, un prince âgé de dix-neuf ans qui reste entouré de très près par ses conseillers français. Le 9 mars 1945, un coup de force japonais met brutalement fin à la domination française. Le Cambodge bénéficie ainsi d'une brève période d'indépendance avant la restauration de l'autorité française. Le 12 mars, Sihanouk dénonce le protectorat. Son Ngoc Thanh, réfugié au Japon, rentre à Phnom Penh, devient ministre des affaires étrangères et pousse le gouvernement à se rapprocher du Japon. Un mouvement nationaliste et anticolonialiste s'éveille, ce qui satisfait le Japon, mais le ton devient rapidement anti-japonais. Son Ngoc Thanh s'auto-proclame premier ministre en août avec le soutien des Japonais. La confusion est extrême jusqu’à la capitulation japonaise et même au-delà. Sihanouk finit par prendre contact avec les Français, les invitant à venir restaurer le protectorat. Les troupes françaises et britanniques rentrent dans Phnom Penh et, le 15 octobre, le général Leclerc entre à Phnom Penh et procède à l'arrestation de Son Ngoc Thanh..
Sihanouk, ayant tiré son épingle du jeu, occupe une place centrale sur l'échiquier politique. Plusieurs fois chef du gouvernement, il parvient à neutraliser l'opposition de gauche, républicaine. Durant la guerre d'Indochine, le Cambodge est menacé par le Việt Minh et ses alliés Khmers Issarak mais est, des trois pays de l'Indochine française, celui qui souffre le moins de la guérilla indépendantiste communiste.
Sihanouk parvient à obtenir l'indépendance, en s'efforçant de négocier avec les Français dans des termes acceptables par toutes les parties.
Un accord partiel se dégage en octobre 1953.
Sihanouk proclame alors l'indépendance et effectue un retour triomphal à Phnom Penh. Lors des accords de Genève, il peut se permettre de refuser toute concession aux Khmers issarak, qui doivent déposer les armes ou évacuer le Cambodge pour se réfugier au Nord Viêt Nam.

### Le Cambodge indépendant sous la conduite de Sihanouk (1953-1970)
- Royaume du Cambodge (1953-1970)

Le Cambodge est resté en retrait de la guerre d'Indochine, mais des troupes Vietminh se sont installées au Laos et au Cambodge pour assurer les voies de communication entre le Nord et le Sud. À la suite des accords de Genève, le Cambodge est en bonne position pour obtenir le retrait de ces troupes et pour résister contre tout empiétement de sa souveraineté.
Les accords de Genève prévoient également des élections libres. Pour pouvoir jouer un rôle politique de premier plan, Sihanouk décide d'abdiquer en faveur de son père Suramarit et de fonder une formation politique, le Sangkum qui obtient 83 % des voix aux élections de 1955.

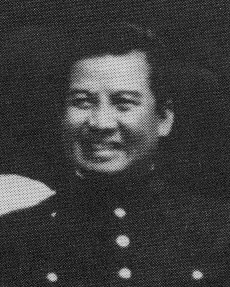
Norodom Sihanouk en 1956.

À l'été 1955, Sihanouk participe à la Conférence de Bandung où il rencontre l'Indien Nehru, l'Indonésien Soekarno et le Chinois Zhou Enlai. Par la suite, il mène une politique étrangère de non-alignement et de neutralité pour laquelle il recherche à partir de 1956 le soutien de la Chine pour s'opposer aux États-Unis qui voudraient que le Cambodge se rallie à leur camp au côté du Sud-Vietnam et de la Thaïlande. Un complot lié à Son Ngoc Thanh, réfugié à Bangkok depuis 1955, est déjoué en 1959. Au début des années 1960, ce sont des complots de gauche auxquels Sihanouk doit faire face. À la mort de son père en 1960, il accepte de devenir chef de l'État.
Au cours de cette période qui conjugue l'indépendance avec la paix, le Cambodge connaît un développement rapide et une certaine prospérité. Grâce à sa politique de neutralité, il bénéficie d'une aide internationale diversifiée: France, États-Unis, Chine, Union soviétique, Tchécoslovaquie. La construction de ports et d'aérodromes rompent avec la dépendance traditionnelle vis-à-vis de Saïgon. La population connaît une croissance rapide, 5,7 millions d'habitants en 1962.
Sur le plan social, Sihanouk et le Sangkum mettent en avant une politique de « Développement communautaire » dans les campagnes, développant massivement l'enseignement. Malgré cette prospérité apparente, quelques nuages commencent à obscurcir le ciel cambodgien ; l'administration et l'industrie ne fournissent pas de débouchés suffisants aux nouvelles couches scolarisées qui ne profitent pas des retombées de l'aide étrangère au même titre que les classes dominantes souvent corrompues.
La neutralité, élément central de la politique étrangère cambodgienne dans les années 1950 et 1960, est mise à mal, à partir de 1965, par la reprise de la guerre civile au Viêt Nam avec l'implication américaine, les provinces orientales du Cambodge servant de base arrière pour les communistes de l'armée Nord-Vietnamienne et des forces du Viet Cong. Le port de Sihanoukville est également utilisé pour le ravitaillement des communistes. Le prince Sihanouk maintient la ligne officielle de neutralité, mais ne fait rien pour s'opposer à l'occupation d'une partie du territoire cambodgien par les Vietnamiens.
En fait, avant même la reprise de ce que l'on a appelé la 2e guerre d'Indochine, la politique de neutralité devenait porteuse de contradictions de plus en plus nombreuses. D'un côté, sur le plan extérieur, le Cambodge avait des relations exécrables avec ses deux voisins et ennemis héréditaires, le Sud-Viêt Nam et la Thaïlande, tous deux alliés des États-Unis, d'un autre côté, sur le plan intérieur, le Sangkum devenait de plus en plus dominé par les forces de droite en dépit d'une orientation affirmée pour un « Socialisme bouddhique ». En 1967, un Premier ministre de droite, Lon Nol réprime durement un soulèvement paysan dans la région de Battambang. Trois personnalités de la « Gauche légale », Khieu Samphân, Hou Yuon et Hu Nim, rejoignent alors, dans les forêts, une organisation communiste clandestine.
D'un côté, Sihanouk qui a rompu les relations diplomatiques avec la Thaïlande, le Sud-Viêt Nam et les États-Unis, reconnaît le F.N.L. (Vietcong) comme « Représentant authentique du peuple sud-vietnamien » et établit des relations diplomatiques avec Hanoï, d'un autre côté, la lutte armée du parti communiste khmer (P.C.K.) prenant de l'ampleur, il déclare que le communisme est l’ennemi principal du Cambodge.
À partir de 1969, les Américains interviennent directement dans les zones du Cambodge contrôlées par les communistes vietnamiens. Sihanouk qui a rétabli ses relations diplomatiques avec les États-Unis, ne proteste pas, comme il ne proteste pas non plus contre l'entrée en octobre 1969 de 40000 soldats Nord-Vietnamiens. En fait, la droite cambodgienne est de plus en plus désireuse de s'allier franchement aux États-Unis pour bénéficier d'une aide économique plus massive que l'aide multilatérale.
Bien que progressivement passé aux mains de ses factions de droite, le Sangkum, lui-même en crise, refuse encore d’autoriser la dénationalisation du secteur bancaire et l’activité des banques étrangères (décembre 1969). La droite, avec Sirik Matak, comprend qu’il n’y aurait pas d’investissements étrangers ni de redressement économique tant que le régime resterait aussi personnalisé, autrement dit tant que Sihanouk serait là.
Elle profite de l’absence du prince (en cure médicale en France) pour provoquer d’abord de vastes manifestations antivietnamiennes, puis pour renverser Norodom Sihanouk qui, le 18 mars 1970, est déchu par l’Assemblée de ses fonctions de chef de l’État.
Arrive alors au pouvoir une équipe de droite emmenée par le général Lon Nol et le prince Sirik Matak.

### Lon Nol et la République khmère (1970-1975)
- République khmère, guerre civile cambodgienne (1967-1975)

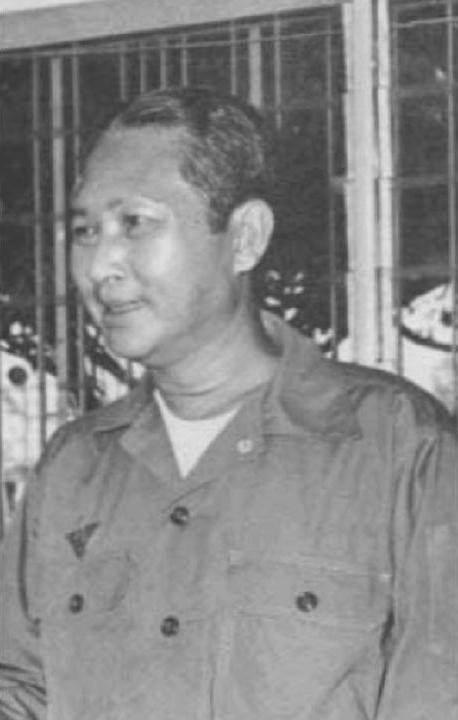
Le général Lon Nol.

En mars 1970, la nouvelle équipe au pouvoir proclame l'abolition de la monarchie et le pays est rebaptisé « République khmère ». Sihanouk avait pu maintenir tant bien que mal son pays à l'écart du conflit vietnamien. Engagé maintenant dans l'un des deux camps, le Cambodge bascule très brutalement dans la guerre.

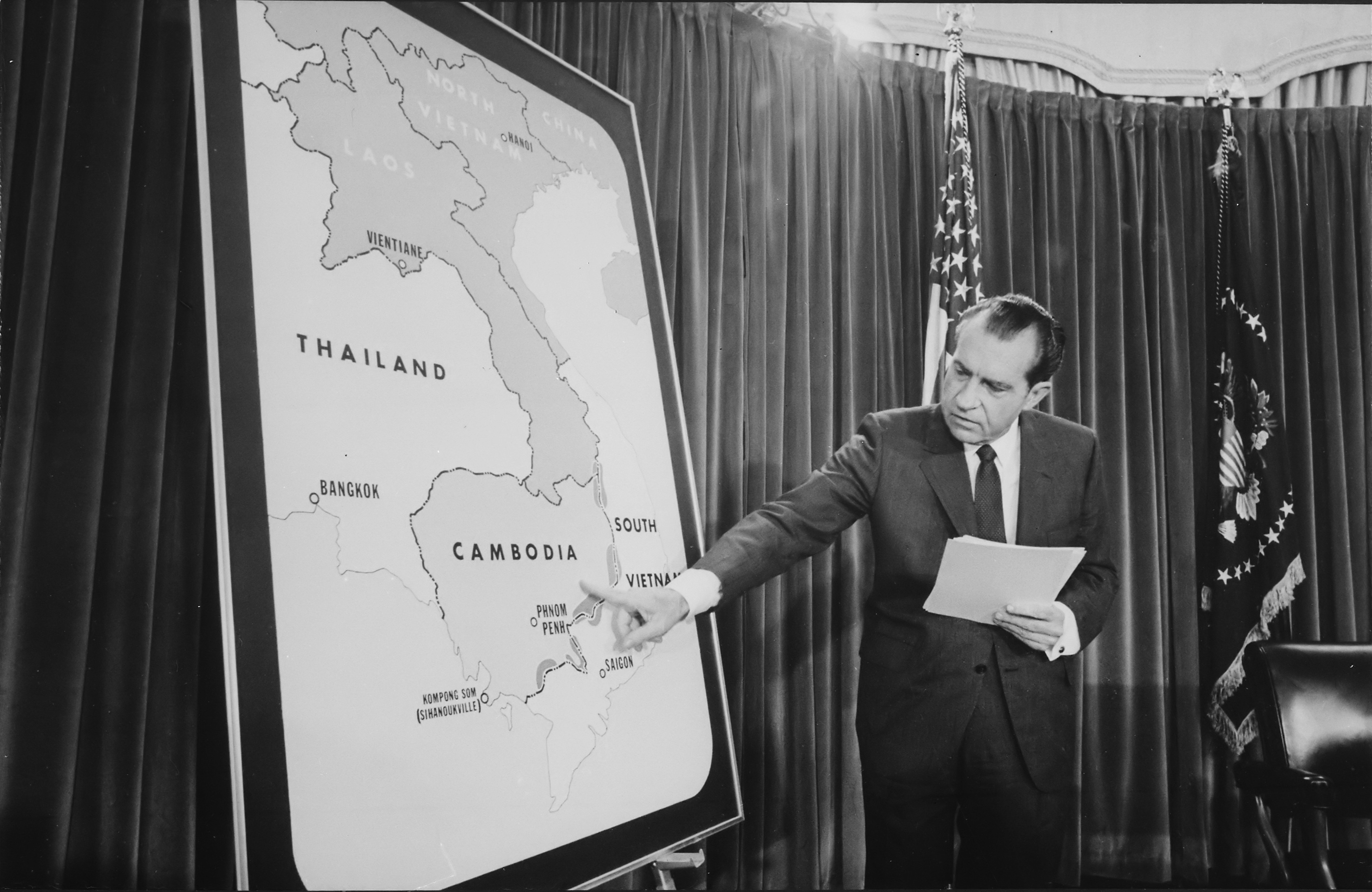
Le président américain Richard Nixon explique lors d'une conférence de presse le 30 avril 1970 l'extension du conflit du Viêt Nam au Cambodge.

En avril 1970, les États-Unis et le Sud Viêt Nam, libérés de toute contrainte, lancent une offensive de grande ampleur dans la zone frontalière qui sert de base aux communistes nord-vietnamiens. Une grande quantité de matériel est saisie, mais les Nord-Vietnamiens s'enfoncent plus profondément dans le pays. L'armée de Lon Nol doit faire face à la fois aux Vietnamiens et à la guérilla khmère qui a reçu l'appui de 4 000 combattants communistes repliés sur Hanoï depuis 1954. Grâce à l'aide américaine, les effectifs de l'armée passent de 30 000 à 200 000 hommes, mais la corruption généralisée affaiblit aussi bien l'armée que l'administration.
Entre 1965 et 1973 les B-52 américains larguent 2 756 941 tonnes de bombes, avec une intensification dans les derniers 6 mois. Le Cambodge est le pays le plus bombardé de l'histoire selon l'historien Ben Kiernan. Cela aurait contribué à recruter des combattants Khmers rouges. Les bombardements restent secrets. Lorsque le Congrès des États-Unis prend connaissance des destructions causées, il vote pour l'arrêt total des raids.
Avec l'aide des Nord Vietnamiens, la guérilla des Khmers rouges, selon le nom que Sihanouk leur avait donné lorsqu'il était au pouvoir, prend de l'ampleur. Pol Pot et Ieng Sary prennent en main les nouvelles recrues venues de Hanoï et les intègrent dans les forces de l'Armée révolutionnaire du Kampuchéa, dirigée en sous-main par le Parti communiste du Kampuchéa. Les Khmers rouges qui, en plus de l'aide des Nord-Vietnamiens, reçoivent également de l'aide chinoise, parviennent à conserver leur indépendance. En 1970, le mouvement ne comptait que 4 000 guérilleros. En 1973, il contrôle 60 % de la superficie du pays et 25 % de la population.
Pendant les cinq ans que va durer la République khmère, on estime entre 600 000 et 700 000 le nombre de victimes des multiples sources de violence liées à la guerre : bombardements américains, affrontements entre armées régulières, actions de la guérilla et pogroms anti-vietnamiens. La production de céréales passe de 3 951 000 tonnes en 1970 à 705 000 tonnes en 1974, soit une baisse de 82 % ; le bétail est lui aussi laminé. Dès la prise du pouvoir par Lon Nol, une terrible répression s'abat sur les quelques communautés vietnamiennes qui comptent environ 400 000 personnes au Cambodge. Environ 100 000 d'entre elles sont massacrées avec la complicité plus ou moins active de l'armée.
Sihanouk, quant à lui, avait décidé dès avril 1970, de s'allier aux communistes, ses adversaires d'hier. Il s'installe à Pékin et créé avec les communistes le Front uni national du Kampuchéa (FUNK) (Kampuchea étant une transcription moderne de Kambuja, c'est-à-dire Cambodge). Il forme également un Gouvernement royal d'union nationale du Kampuchéa (GRUNK). Très présent sur la scène internationale, le Prince n'a jamais pesé d'aucun poids au sein de la guérilla cambodgienne.
En l'espace de quelques années, la population de Phnom Penh passe de 600 000 à 2 millions d'habitants. Les paysans fuient massivement les zones de combat. En fait assez vite, l'armée de Lon Nol ne contrôle plus que Phnom-Penh et quelques autres villes. Le 1er janvier 1975, l'armée des Khmers rouges lance l'offensive finale. En 117 jours, ils vont se rendre maîtres du pays alors que le régime de Saïgon est en train de s'effondrer à la suite de l'offensive nord-vietnamienne de mars 1975, Phnom Penh est assiégée par les Khmers Rouges. Le 1er avril, Lon Nol s’enfuit à l’étranger. Le 17 avril, les Khmers rouges entrent dans Phnom Penh.

### Les Khmers rouges au pouvoir (1975-1979)
|                                                                   |  |  |
| Pol Pot et Khieu Samphân (lors d'une visite en Roumanie en 1978). |  |  |

- Kampuchéa démocratique
- Crimes du régime khmer rouge

Immédiatement après la victoire, les Khmers rouges ordonnent l'évacuation de toutes les villes, dont les habitants sont « invités » à travailler parmi les paysans, à la campagne. Cet exode forcé fait des centaines de milliers de nouvelles victimes. Tout ce qui pouvait évoquer la civilisation urbaine, industrie, hôpitaux, écoles, administrations, est anéanti.
À la campagne, le régime et son « organisation suprême », l’Angkar, nom sous lequel se cache le PCK, établissent une distinction entre l’« ancien peuple », c'est-à-dire les paysans, dont certains ont participé aux combats aux côtés des communistes depuis 1970, et le « nouveau peuple », c'est-à-dire, sommairement, la population urbaine, sur laquelle les cadres ont droit de vie ou de mort. Ce sera la mort pour beaucoup d'entre eux. Les survivants doivent participer à l’élaboration d’un homme nouveau, sous l’autorité de l'Angkar. La monnaie est abolie, ainsi que toute propriété privée. Les familles sont disloquées. D’immenses travaux sont entrepris. L’épuisement au travail, la malnutrition et les maladies qui s'ajoutent aux exécutions sommaires, souvent à coups de gourdins, vont provoquer la mort de un à deux millions d’individus en l’espace de trois ans.
Le nom officiel du nouvel État est le Kampuchéa démocratique. Khieu Samphân est officiellement chef de l'État, mais l'Angkar est dirigée, au moins depuis avril 1977, par Saloth Sâr, secrétaire général du P.C.K., plus connu sous le nom de Pol Pot. En fait, il y a de multiples factions, tous les cadres n'approuvant pas la politique anti-vietnamienne qui prend la forme d'une véritable guerre à partir de septembre 1977.
Le 25 décembre 1978, l’armée vietnamienne passe à l’offensive et met en déroute en quelques jours l’armée des Khmers rouges. Au cours du mois de janvier 1979, les Vietnamiens prennent le contrôle d'une grande partie du pays. Le 11 janvier, à Phnom Penh, un Comité populaire révolutionnaire, contrôlé par la fraction provietnamienne du P.C.K et présidé par Heng Samrin, prend le pouvoir et proclame la république populaire du Cambodge.
Les Khmers rouges reconstituent une guérilla à la frontière thaïlandaise pour combattre le nouveau gouvernement et l'armée vietnamienne, et disposent notamment du soutien d'un ensemble de pays qui souhaitent chacun gêner le Viêt Nam et, indirectement, son protecteur soviétique. Les États-Unis, notamment, continuent de reconnaître le Kampuchéa démocratique comme gouvernement du Cambodge, pour marquer leur opposition à l'occupation vietnamienne soutenue par l'URSS, et s'allient pour l'occasion à la république populaire de Chine, à qui ils laissent carte blanche sur le problème cambodgien. La Chine fournit des armes aux Khmers rouges, tandis que les États-Unis et le Royaume-Uni apportent leur soutien à l'ensemble des mouvements de guérilla non communiste contre les Vietnamiens, par l'intermédiaire de la Thaïlande,,.
En 2009, le premier procès d'un Khmer rouge devant un tribunal international débute. Douch, ancien directeur de la prison de Tuol Sleng ou S21, est condamné en 2012 à la prison à perpétuité.

## Le Cambodge contemporain (1979-présent)

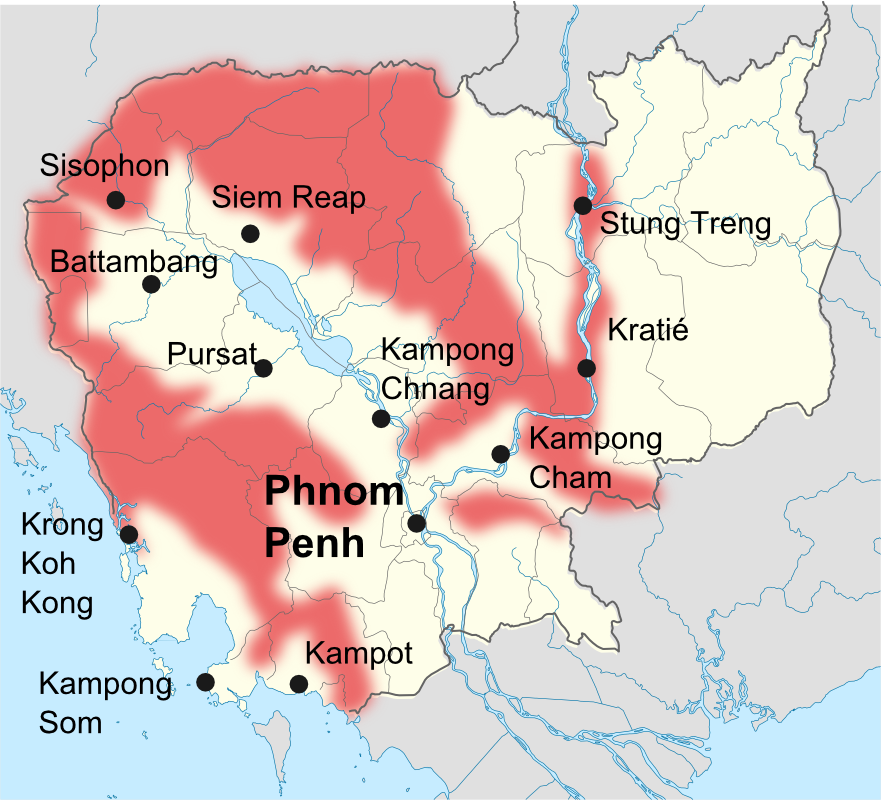
Carte des zones d'activités des khmers rouges en 1989-1990.

- République populaire du Kampuchéa (1979-1993), Conflit cambodgien (1978-1999)

L'armée vietnamienne reste au Cambodge pendant une dizaine d'années. Elle installe au pouvoir la république populaire du Kampuchéa, dirigée par Heng Samrin ; la république populaire du Kampuchéa gouverne pendant au moins dix ans le pays.
Le parti du Roi, le Front uni national pour un Cambodge indépendant, neutre, pacifique et coopératif (FUNCINPEC), l'ancien parti du Sangkum et les Khmers Rouges forment en 1982 une coalition, le Gouvernement de Coalition du Cambodge, ou CGDK, pour « libérer le pays de l'occupation vietnamienne ». Le CGDK était considéré par les puissances majeures de l'Ouest comme le seul vrai représentant du Cambodge, c'est un des dirigeants Khmers Rouges qui avait un siège à l'ONU jusqu'en 1991. Certains Khmers Rouges se réfugient en Thaïlande et dans des zones inhospitalières près de la frontière thaïlandaise. Certaines régions cambodgiennes restent sous le contrôle des Khmers Rouges. Depuis la Thaïlande, la CIA et la Defense Intelligence Agency entretiennent des liens étroits avec des guérillas non-communistes, alliées aux Khmers rouges, et en 1983, le gouvernement de Margaret Thatcher envoya les SAS, les forces spéciales britanniques, former les guérillas non-communistes aux technologies des mines terrestres,.

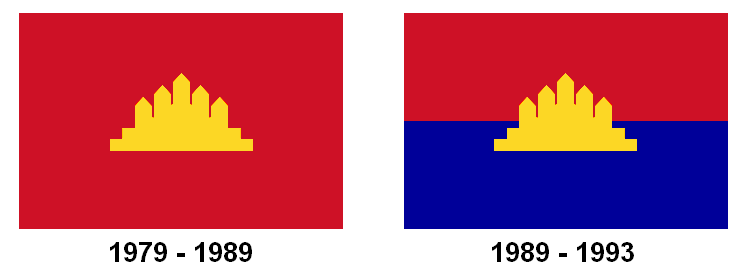
Drapeaux entre 1979 et 1993.

En 1989 les forces vietnamiennes se retirent du Cambodge. Hun Sen fait procéder à une légère modification de la constitution et le pays se baptise État du Cambodge. Le pays intègre la couleur bleue dans son drapeau.
Entre 1989 et le 23 octobre 1991, dans des conférences ayant lieu à Paris, tous les partis cambodgiens et les membres de La communauté internationale acceptent l'organisation d'élections nationales au Cambodge, organisées sous le contrôle de l'ONU. En 1991 les différentes factions cambodgiennes forment le Conseil National Suprême (CNS) composé de onze membres qui élisent à l'unanimité Norodom Sihanouk comme Président.
|                                                                  |  |  |
| Le Premier Ministre Hun Sen en 2010, et le roi Norodom Sihamoni. |  |  |

En mai 1993, se tiennent les élections pour élire l'assemblée législative. Le FUNCINPEC arrive premier suivi du PPC de Hun Sen. L'assemblée travaille à la rédaction de la nouvelle constitution, qui est promulguée le 24 septembre 1993. Norodom Sihanouk redevient officiellement le roi du Cambodge. Le pays prend le nom de Royaume du Cambodge. Deux Premiers ministres sont nommés, Norodom Ranariddh et Hun Sen. Seuls les Khmers rouges s'opposent à ces élections et continuent la guérilla contre les forces de l'armée du Royaume du Cambodge jusqu'en 1998. Ieng Sary et 4 000 hommes rendent les armes en 1996 (la moitié des troupes des khmers rouges).
Le 5 juillet 1997, Hun Sen destitue par la force le premier ministre Rannariddh et l'accuse de trafic d'armes. Ce dernier s'apprêtait à faire une alliance politique avec Sam Rainsy et les Khmers rouges. Plusieurs dizaines de fonctionnaires du FUNCINPEC dont deux ministres furent exécutés sur ordre de Hun Sen.
En 1998, Pol Pot meurt, et les dirigeants Ke Pauk, Nuon Chea et Khieu Samphân se rendent aux autorités cambodgiennes. La capture du dernier grand chef khmer rouge, Ta Mok, laisse le mouvement sans dirigeant et marque la fin du combat contre les khmers rouges.

## Le Cambodge depuis 2004
En 2004 le roi Norodom Sihanouk abdique depuis Beijing en raison de sa santé et décède à Pékin le 15 octobre 2012. Il laisse le trône à son fils Norodom Sihamoni.
Le Cambodge pacifié peut progressivement s'ouvrir au tourisme, développer ses infrastructures, ses routes, les aéroports, les ports... Les élections législatives de 2008 et de 2013 ont été remportées par le Parti du peuple cambodgien. Le Premier ministre du Cambodge reste Hun Sen.

### Galerie de dirigeants actuels

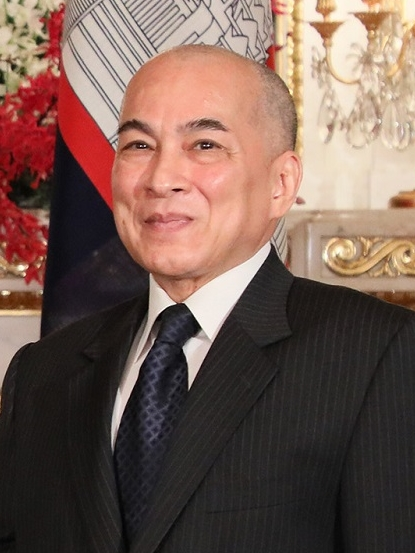
Norodom Sihamoni monarque 2004-présent
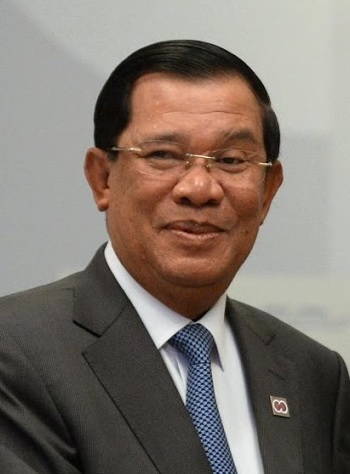
Hun Sen, PM 1985-1993, 1998-2023 pdt du CPP/PPC depuis 2015 pdt du Sénat depuis 2024
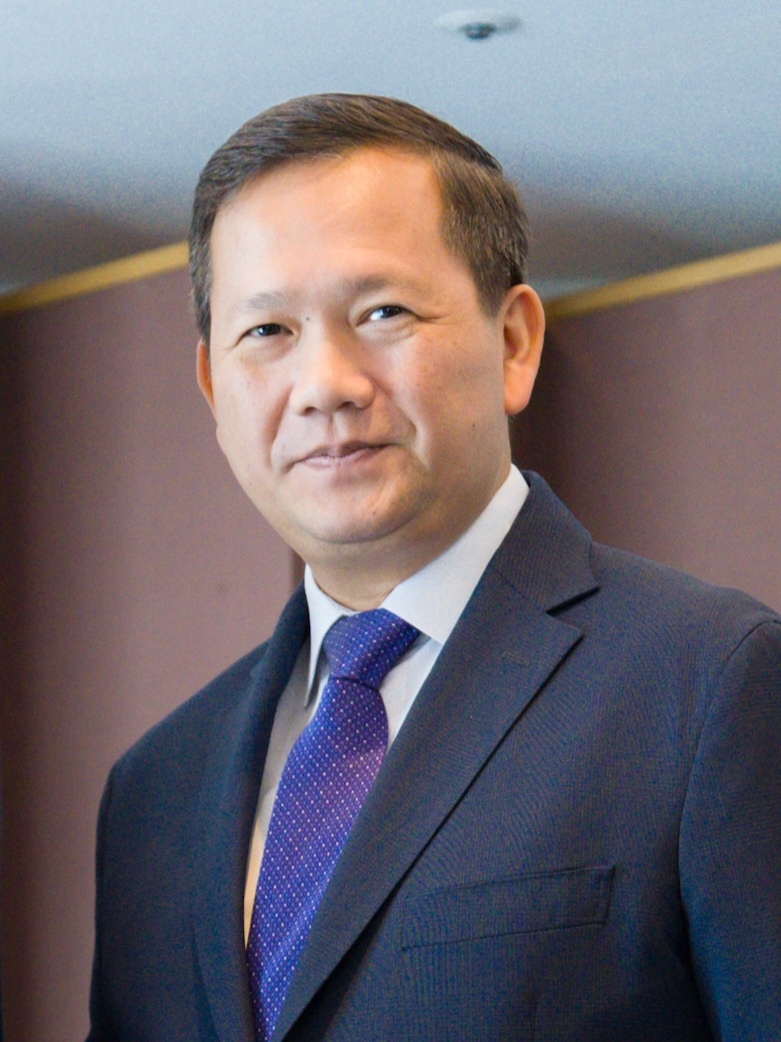
Hun Manet PM 2023-présent
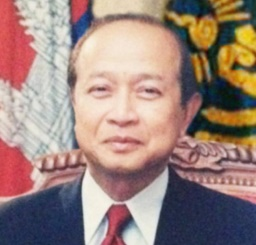
Norodom Ranariddh pdt du Funcinpec 2015-2021

- Politique au Cambodge
- Élections législatives cambodgiennes de 2018
- Élections législatives cambodgiennes de 2023

#### Culture
- Langues austroasiatiques, langues môn-khmer, langues viétiques
- Indianisation de la péninsule Indochinoise
- Sphère culturelle chinoise
- Culture du Cambodge, Langues au Cambodge, khmer (langue)
- Groupes ethniques au Cambodge (en) (95 % khmers)
- Art khmer, art du Champa, architecture khmère
- Liste du patrimoine mondial au Cambodge
- Liste du patrimoine culturel immatériel de l'humanité au Cambodge
- Musique khmère, danse cambodgienne, théâtre d'ombres khmer, cinéma cambodgien
- Littérature cambodgienne, littérature francophone de l'Indochine française
- Religion au Cambodge (97 % bouddhisme)

#### Histoire
- Archives nationales du Cambodge (en)
- Bibliothèque nationale du Cambodge
- Registre international Mémoire du monde (Cambodge)
- Chronologie du Cambodge

#### Scientifiques
- Henri Mouhot (1826-1861), naturaliste, botaniste, explorateur, redécouvreur d'Angkor Vat en 1860
- Marie-Joseph Guesdon (1852-1934), missionnaire, connaisseur de littérature khmère
- George Cœdès (1886-1969) archéologue, khmérologue
- George Groslier (1887-1945), scientifique, archéologue, ethnologue, peintre
- Jean Boulbet (1926-2007), ethnologue
- Saveros Pou (1929-2020), linguiste
- Khin Sok (en) (1942-2011), historien, linguiste
- École française d'Extrême-Orient

#### Voisinage
- Histoire de l'Asie du Sud-Est insulaire et péninsulaire
  - Histoire de la Birmanie
  - Histoire du Laos
  - Histoire de la Malaisie (Malaisie péninsulaire)
  - Histoire de la Thaïlande
  - Histoire du Viêt Nam (parfois rattaché, pour des raisons culturelles, à l'Asie de l'Est)
- Changement/réchauffement climatique au Cambodge (en)